# Архітектура Дніпра
Архітектура Дніпра — система будівель і споруд, які формують просторове середовище міста Дніпро. Окремі споруди міста у первісному або переробленому стані збереглися з кінця XVIII ст., тобто з часів заснування Катеринослава на Дніпрі, а центральні парки були засновані запорозьким козаком Лазарем Глобою як сади ще раніше.
Більша частина території міста забудована одноповерховими («приватними») будинками, у т. ч. це колишні села, які були поглинуті містом, що розросталося. Історично майже всі споруди міста відносяться до двох великих періодів: Російської імперії (здебільшого в середмісті) і радянського (житлові масиви, більшість промислових підприємств, мостів, громадських будівель). Визначну роль у формуванні архітектурного вигляду міста зіграв також своєрідний рельєф місцевості: річки Дніпро та Самара і чередування балок і пагорбів на правобережжі.

## Передісторія
Людина мешкала на території сучасного міста Дніпро ще з доісторичних часів: тут відомі палеолітичні стоянки, неолітичні поселення, поселення мідної і бронзової доби, скіфські, черняхівські і слов'янські поселення, які виникали переважно на берегах великої водної артерії — р. Дніпро, який у княжу добу був основною ланкою торговельного шляху «з варяг у греки». Залишки одного з таких поселень IX—X ст. в районі сучасної Старої Ігрені деякі дослідники вважають за колишній племінний осередок уличів — літописний Пересічень.
Після монголо-татарської навали XIII ст. осіле давньоруське населення у Надпорожжі надовго зникло, тутешні степи опинилися у владі кочових тюркських племен — ногайських орд, які спочатку були складовою частиною Золотої Орди, а після її занепаду — Кримського ханства.
Знов українське населення почало повертатися на Придніпров'я разом з утворенням на Запорожжі козацтва. Так, з початку XVI ст. відоме козацьке містечко Самарь (тепер селище Шевченко на північній околиці Дніпра), з 2-ї половини XVII ст. — поселення біля Кам'янської переправи через Дніпро, Богородицькі (тепер м. Підгородне) і Таромські хутори. 1635 р. на південній околиці сучасного міста польською владою за проектом Де Боплана було побудовано фортецю Кодак, біля якої також виникло село (нині — с. Старі Кодаки), а вище по Дніпру в середині XVII ст. утворилось поселення (а пізніше місто) Новий Кодак (Нові Кайдаки).
Після приєднання Московією у 1654—1668 роках на правах автономії Лівобережної України Військо Запорозьке Низове з центром у Запорозькій Січі ще деякий час зберігало певну самостійність, незважаючи на руйнування Січі царськими військами на помсту Гетьману І. Мазепі і козакам, які його підтримали у 1709 р., аж поки 1775 року уряд Катерини II остаточно не ліквідував Запорозьку Січ і Запорожжя як якусь автономну одиницю. На цей час на території сучасного Дніпра існувала низка козацьких поселень, зокрема: Половиця (центр нинішнього Дніпра), Мануйлівка, Лоцманська Кам'янка, хутір Чаплі, Сухачівка, Діївка. Житло українського селянина у ті часи являло собою хату-мазанку під очеретяним дахом, а самі поселення, як свідчать старовинні креслення, не мали зазвичай чіткого планування, розташування жител пристосовувалось до особливостей місцевості (вздовж річки, шляху, на пагорбі тощо).
Ліквідації Запорожжя у 1775 р. передувала перемога Московії над Османської імперією, внаслідок якої Туреччина втратила контроль над Кримським ханством (на користь Москви); також Москва отримала землі між пониззям Дніпра і Південного Бугу з виходом до Чорного моря — тобто, землі запорожців опинились вже не на порубіжжі з татарами, а всередині московських володінь, внаслідок чого необхідність у козаках як озброєних стражах південного кордону імперії відпала.
Ще 1764 р. на окраїнних північно-західних землях запорозьких козаків у центрі сучасної України було створено нову Новоросійську губернію, до якої 1775 р. і були долучені відібрані у запорожців землі на Правобережжі Дніпра (Лівобережні землі козаків було включено до створеної того ж 1775 р. Азовської губернії). Центр Новоросійської губернії первісно розташувався у фортеці Св. Єлизавети, а з 1765 р. майже на 20 років — у м. Кременчук. Канцелярія азовського губернатора розташувалась у Бельовській фортеці на Приоріллі.
Стало зрозуміло, що захопленим землям потрібен новий адміністративний центр, і вже 1776 р. з ініціативи азовського губернатора при впадінні р. Кільчень у р. Самара було засновано нове місто — Катеринослав. Проектно-будівельні роботи очолив архітектор М. Алєксєєв. На 1783 р. у місті вже було споруджено земляну фортецю, дерев'яні храми, губернські установи, житла, господарські і виробничі будівлі; населення налічувало 3500 осіб чоловічої статі. Але того ж року, 30 березня, з Новоросійської та Азовської губерній було утворено Катеринославське намісництво з Григорієм Потьмкіним на чолі, а також було визнано за необхідне перенести губернське місто Катеринослав на інше, більш зручне місце, що і було закріплено в указі від 22.01.1784 р., згідно з яким місто вдруге засновувалось на правому березі Дніпра, вище Кодака.

## Заснування та розбудова Катеринослава

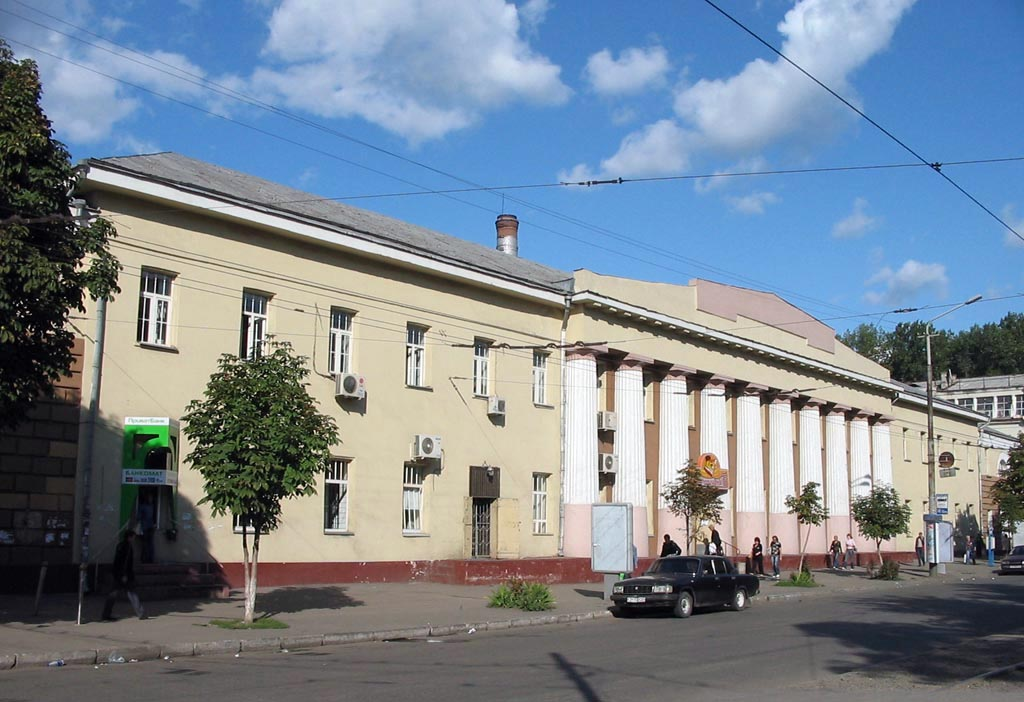
Катеринославська суконна фабрика на проспекті Дм. Яворницького

13 жовтня 1786 року план нового Катеринослава було затверджено, а офіційне заснування міста (закладка фундаменту собору) відбулося 9 травня 1787 року під час подорожі імператриці Катерини II і австрійського імператора Йосифа II до захопленого Москвою у 1783 р. Криму.
На кресленнях того часу на території сучасного середмістя Дніпра присутня слобода Половиця (відома з 1743 р.) з близько 70 садибами, довжиною 2500 м вздовж Дніпра і шириною 650 м. Відомо, що 1779 р. у Половиці налічувалось 125 приходських дворів. Чітке планування було відсутнє. Окремі будівлі тягнулись вздовж Дніпра майже до Лоцманської Кам'янки (Мандриківка, відома з 1784 р.). На захід від Половиці вже існував сад (нині — парк) козацького старшини Лазаря Глоби.
Над проектами забудівлі Катеринослава працювала декілька авторів, перевагу було надано варіанту француза Клода Геруа. Його пропозиції лягли в основу першого затвердженого плану Катеринослава, але детально розглядали тільки варіант забудови громадського центру міста на пагорбі. Також викрився істотний недолік нового місця для Катеринослава — труднощі з водопостачанням на пагорб. Одночасно стало зрозуміло, що побудувати місто згідно початкових грандіозних задумів не вдасться — тільки на фундамент Преображенського собору, споруджений 1797 р., було витрачено величезну на ті часи суму у 71 000 карбованців.
У серпні 1787 р. архітектором Катеринослава було призначено Івана Старова, який приступив до проектування і будівництва (1788—1790) Потьомкінського палацу і створення нового генерального плану міста. Новий генеральний план Катеринослава на основі плану І. Старова було затверджено 1792 р. Центр міста, як і раніше, передбачався на пагорбі, також було спроектовано вулицю — шлях до Нових Кодаків, яка надалі перетворилась на головний проспект міста — Катерининський (ім. Карла Маркса, з 2016 року — Дмитра Яворницького). Замість укріплень місто оточувала смуга бульварів.
На жаль, через смерть Г. Потьомкіна у 1791 р. його палац у Катеринославі остаточно добудовано не було (хоча, ймовірно, залишались лише внутрішні оздоблювальні роботи) і він поступово занепав, аж поки його 1837 р. не було подаровано імператором Миколою І місцевим дворянським зборам, після чого його було відновлено і добудовано.
Наступний план Катеринослава складено інженер-капітаном Леонтієм Ігнатьєвим в 1793 р. — тут вже згадується «проспект від Катеринослава до Койдак» довжиною 7 верст.
Згідно рапорту катеринославського намісника Й. Хорвата від 31.12.1796 в місті налічувалось 11 кам'яних будівель (у т. ч. одноповерховий губернаторський дім довжиною 55 сажнів, побудований 1790 р.), близько 430 дерев'яних на кам'яних фундаментах будинків. У Нових Кайдаках налічувалось 239 дерев'яних будинків і мазанок. Також у місті налічувалось 43 лавки у гостинному ряду, 13 кузень, 2 свічних заводи, 11 водяних і 13 вітряних млинів. У фабричній зоні налічувалось 130 будівель, до яких, ймовірно, відносилась і будівля суконної фабрики 1794 (1825?) р., яка збереглася донині — це споруда за адресою пр. Дмитра Яворницького (Карла Маркса), 106. Вважається, що відтоді у місті залишилося ще кілька будинків на вул. С. Єфремова (Ворошилова).
Громадські споруди, які зводились у той час, побудовані у класичному стилі.
У грудні 1796 р. згідно з реформою Катеринославське намісництво було ліквідоване, а на півдні сучасної України утворено величезну Новоросійську губернію (1796—1802) від Дністра до Дону включно з Кримом. Катеринослав у цей час за бажанням московського імператора Павла І носив назву «Новоросійськ».
1802 р. Новоросійську губернію було ліквідовано, а на її місці утворено Катеринославську (з основними містами Новомосковськ, Павлоград, Бахмут, Верхньодніпровськ, Олександрівськ, Маріуполь), Херсонську (з основними містами Одеса, Миколаїв, Єлизаветград) і Таврійську (з основними містами Сімферополь, Севастополь, Мелітополь, Бердянськ) губернії, які у такому вигляді проіснували до моменту краху Московської імперії у 1917 р.
1806 р. було затверджено новий генеральний план Катеринослава, автором якого, ймовірно, був В. Гесте. Згідно цього проекту, планувалось забудувати південну (непарну) сторону головного проспекту, пагорб через труднощі з водопостачанням знов забудовувати не передбачалось. Головна площа з собором і ринком мала розташуватися над Казенним садом. В 1810 р. новоросійський генерал-губернатор де Рішельє доручив В. Гесте план переробити з урахування плану І. Старова, але оновлений план було затверджено лише 1817 р. Цей план визначив структуру старого міста, яка в значній мірі збереглася дотепер.
1830 р. на місці фундаментів, закладених при заснуванні міста у 1787 р., почали будувати головний Собор Катеринослава. У 1835 р. будівництво було в основному завершено. Настінні розписи виконали академіки живопису С. Безсонов, В. Сазонов, М. Теребенєв. Собор побудовано у типовому класичному стилі.
1839 р. була здійснена чергова коректировка генерального плану Катеринослава, яка торкалась нагірної частини міста; зокрема, передбачалось головні громадські будівлі розташувати поряд із Собором, але ці плани не були втілені.
У 1837—1848 рр. за проектом С. Грязнова праворуч Собору було зведено триповерхову будівлю лікарні (нині — ім. І. І. Мечникова), а у 1858—1861 за проектом І. Скотникова ліворуч Собору — двоповерхову будівлю першої класичної чоловічої гімназії (нині — корпус Дніпровської Медакадемії).
Також у місті добре відомий Будинок Губернського земства (будинок Захаріна), побудований в 1850 р. в класичному стилі і капітально відремонтований у 1900 р. за адресою вул. Крутогірна (Рогальова), 21.

## Розвиток Катеринослава у 2-й половині XIX— на початку XXст
Архітектурний стиль, у якому зводились будівлі у цей час, отримав назву модерн.
У 1845—1855 рр. у Катеринославі за проектами П. Вісконті і Л. Шарлеманя будуються Успенська і Троїцька, у 1870-му — Покровська, а у 1894-му — Благовещенська церкви.
У середині XIX ст. на розі Катерининського проспекту і вул. Воскресенської у неоготичному стилі споруджено Англійський клуб (надалі — Будинок губернатора).
1847 р. за ініціативи губернатора І. Я. Фабра розпочалась капітальна реконструкція головного проспекту міста, який було замощено, а по боках з'явились бульвари — центр міста почав отримувати цивілізований вигляд.
У 1847 р. у Катеринославі налічувалось 57 кам'яних і 1461 дерев'яних будинків, а 1862 р. — вже 315 кам'яних і 3060 дерев'яних будинків; населення складало близько 20 000 осіб. Промисловість складалася з суконної фабрики, чавуноливарного заводу Заславського, декількох цегляних, свічних, миловарних, салотопних і шкіряних заводчиків, а також млинів.
Відкриття у 1884 р. у Катеринославі мосту через Дніпро (за проектом М. Белелюбського) і залізничної гілки Нижньодніпровськ — Кривий Ріг різко змінило економічне становище губернського міста, яке опинилося між криворізькою рудою і вугіллям Донбасу, що зумовило виникнення і бурхливий розвиток металургії тут. 10 травня 1887 року став до ладу.
Олександрівський Південно-російський металургійний завод (надалі — «Петрівка»), а невдовзі — трубопрокатний, сталеплавильний, бетонний і інші. Швидко почало зростати населення: якщо у 1887 р. воно становило 48 100, то в 1897 р. — 121 216, а в 1912 р. — 218 578 осіб, з яких 50 000 працювало на промислових підприємствах.
Прискорений розвиток міста відобразився на його архітектурному вигляді: залізниця обмежила розвиток міста вздовж Дніпра в сторону Нових Кайдак, на околицях з'явилися промислові підприємства і розрослися робочі слободи з хаотичним плануванням — Брянська, Чечелівка, Фабрична, Амур; за міським цвинтарем виросло 30 кварталів «Нових планів» («Млини»). У той же час упорядковувався центр міста: удосконалювалися водопровід, каналізація, з'явилося електричне освітлення, телефонна мережа (1896), електричний трамвай (1897 р., третій в імперії); поряд із 2—3-поверховими будинками у центрі будуються багатоповерхові доходні будинки — зокрема на розі Проспекту і вул. Первозванівської (1910—13 рр., нині — готель «Україна»). Також більш інтенсивно почала забудовуватись нагірна частина міста: у 1899—1901 рр. тут зведено комплекс будівель Вищого гірничого училища (з 1912 — Гірничий інститут), напроти якого у 1903—1905 зведено будівлю Катеринославського крайового історико-археологічного музею ім. О. М. Поля.
1904—1905 рр. на Проспекті було зведено нову будівлю поштово-телеграфної контори, а у 1905—1907 — управління Катерининської залізниці (за проектом О. Бекетова). Значний внесок у створення архітектурного вигляду міста у ці часи внесли зодчі:
- Д. Скоробогатов — Міська дума на Катерининському проспекті (1900—1901), дитяча лікарня на пр. Пушкіна, казарми Феодосійського полку (1908 р), 2-ге реальне училище, 1-ша жіноча гімназія (1908), 2-га чоловіча гімназія (1910), Комерційне училище (1909—1912).
- Ф. Булацель — Зимній театр (1906—1907), комерційний клуб (1911), Англійський клуб (1913).
- О. Красносельський — доходні дома на вул. Крутогірній (1910), Садовій і Тихій (1914), сирітський притулок (1915), анатомічний корпус Медінституту (1916).

## Архітектура добирадянської окупації

### Міжвоєнний період

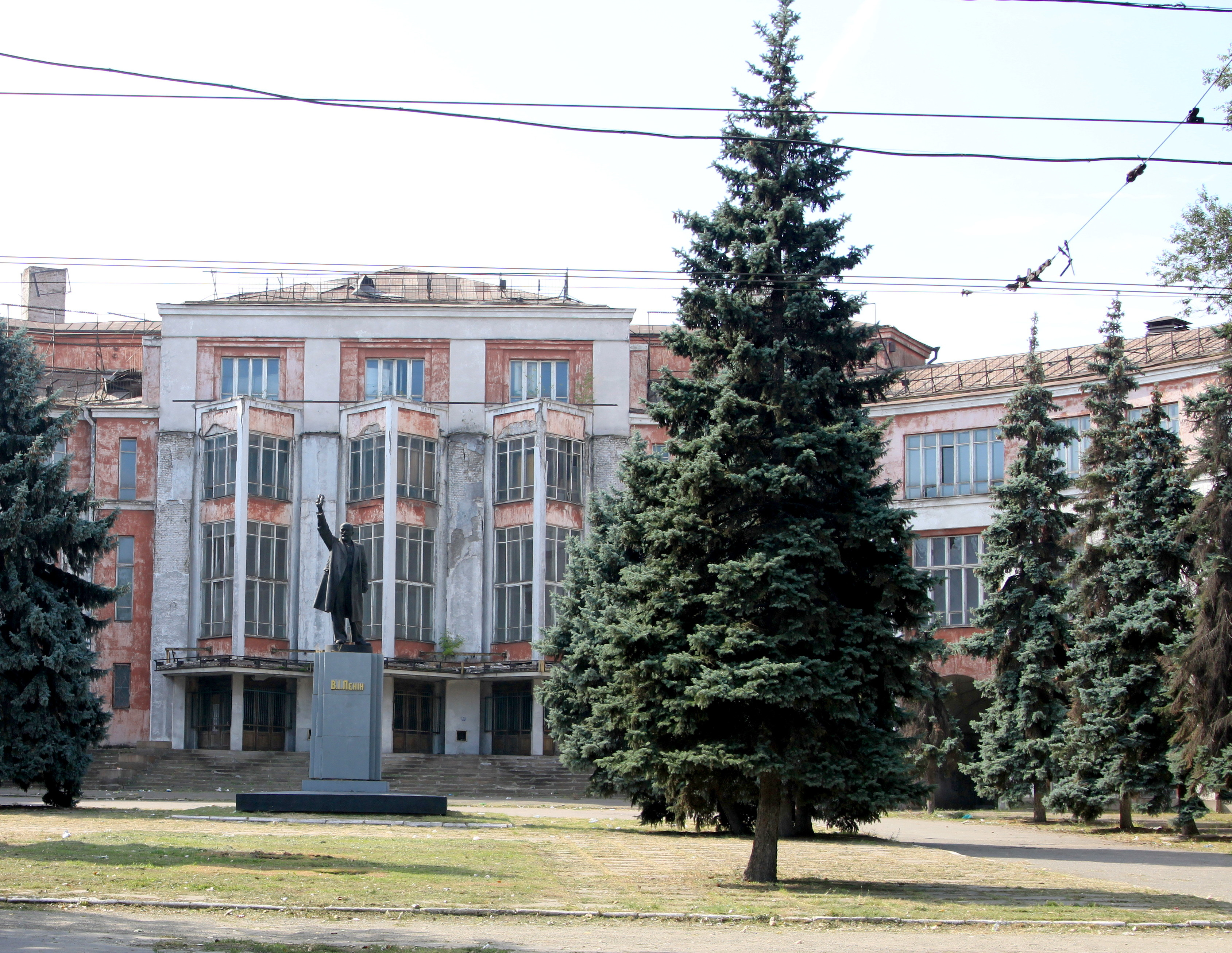
Палац праці — одна з будівель часів радянської окупації міста. Нині — «Український дім»; перебував у запустінні, з 2019 року — у стадії реконструкції

Під час революційних подій і громадянської війни у 1917—1919 рр. Катеринослав неодноразово переходив з рук до рук різних сил і військових загонів.
Після остаточного встановлення більшовицької влади у грудні 1919 р. у Катеринославі розпочалося надмірна індустріалізація.
У 1920-х роках до складу міста було включено робітничі селища на лівому берегу Дніпра — Амур, Нижньодніпровськ, Сахалін тощо.
Для робітників 1925 р. було побудовано селище ім. Фрунзе (нині одноповерхова забудова в районі пр.І. Мазепи). Одночасно у середмісті відновлювались пошкоджені споруди, а також розпочалося вибіркове будівництво багатоповерхових житлових будинків — у цей час поширення набув архітектурний стиль, відомий як «конструктивізм».
Поруч з селищем ім. Фрунзе за проектами О. Л. Красносельського було побудовано Палац Праці (1932 р., надалі Палац ім. Ілліча/ «Український дім») площею 18 802 м² (пр. С. Нігояна/Калініна, 47) і Палац охорони здоров'я (Палац профілактики — вул. Щербаня, 1).
(20.11.2017 право власності на «Український дім» перейшло від ПАТ «Актабанк» до ТОВ «БЦ-Веста»). Станом на 2019 р. обидві будівлі перебували у занедбаному напівзруйнованому стані.
У 1930-ті роки в радянській архітектурі запанував напрям класицизму.
1933 р. був складений перший радянський генеральний план Дніпропетровська, згідно з яким передбачався інтенсивний розвиток лівобережжя, а р. Дніпро мала стати елементом центральної частини міста, планувалося будівництво набережної; також було намічено будівництво ще двох мостів через Дніпро — у центрі і в районі Нових Кайдаків, а також мостів через балки на правобережжі. Планом передбачалася квартальна система забудови, а також знесення у центрі малоцінної забудови.
На виконання цього плану у 1935 р. по мосту через Дніпро на лівий берег було прокладено трамвайну колію.
У середині 1930-х на Набережній за проектом Г. Швецько-Винецького і Б. Кащенка розпочалося будівництво грандіозного Будинку Червоної Армії об'ємом 100 000 куб. м.
З тих часів у Дніпрі залишились, зокрема, такі будівлі (у тому числі зведені до окупації, але капітально реконструйовані):
- Будівля краєзнавчого музею на пл. Жовтневій (нині — Соборній) (добудовано у 1939 р, арх. О. Вітлін).
- Корпус університету на пр. Карла Маркса (нині — Д. Яворницького) (1936 р., капітальна реконструкція, арх. О. Красносельський і В. Самодрига).
- Театр ім. М. Горького (нині — Дніпровський академічний театр драми і комедії) на пр. Карла Макркса (нині — Д. Яворницького)  (1941 р., капітальна реконструкція, арх. О. Красносельський).
- Житловий будинок на розі пр. Карла Маркса (нині — Д. Яворницького)  і вул. Мостової (1935 р., арх. В. Самодрига)[2].
- Житловий будинок на розі вул. Чкалова (нині — Святослава Хороброго) і Короленка  (1936 р., арх. О. Красносельський)[3].
- Житловий будинок на розі вул. Челюскіна і Короленка (1940 р., арх. О. Красносельський)[4].
- Житловий будинок на вул. Леніна (нині — Воскресеньскій), 9 (арх. М. Клебанов).

1939 р. у місті було відкрито величезний стадіон «Сталь», споруджений на місті міського цвинтаря (з 1949 — стадіон «Металург»).
Населення міста з 1926 по 1939 рр. зросло майже удвічі до більш ніж півмільйона осіб, і для Дніпропетровська у 1941 р. архітектори В. Орехов і М. Коломієць розробили новий Генеральний план, але його втіленню завадила Друга світова війна, яка цього року прийшла на землю України — вже 25 серпня 1941 р. у Дніпропетровськ вступили німецькі війська.
Німецька влада в міру можливостей намагалася відродити життя в місті і промислове виробництво, зокрема, було частково відновлено трамвайну мережу, роботу деяких підприємств, але в цілому німці тут не досягли успіху.
25 жовтня 1943 р. німецькі частини залишили Дніпропетровськ.

### Повоєнна відбудова

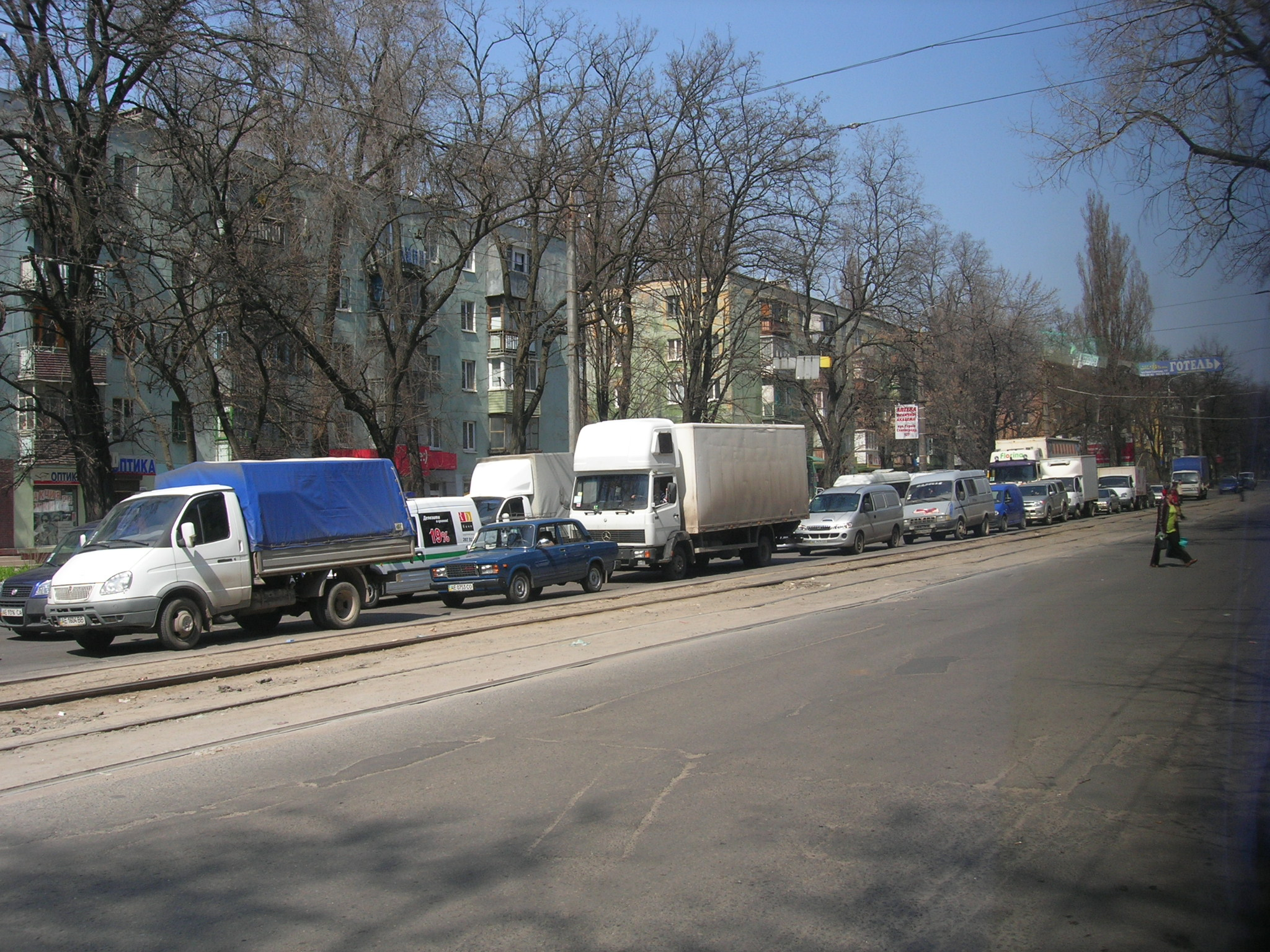
«Хрущовки» в районі 12-го кварталу

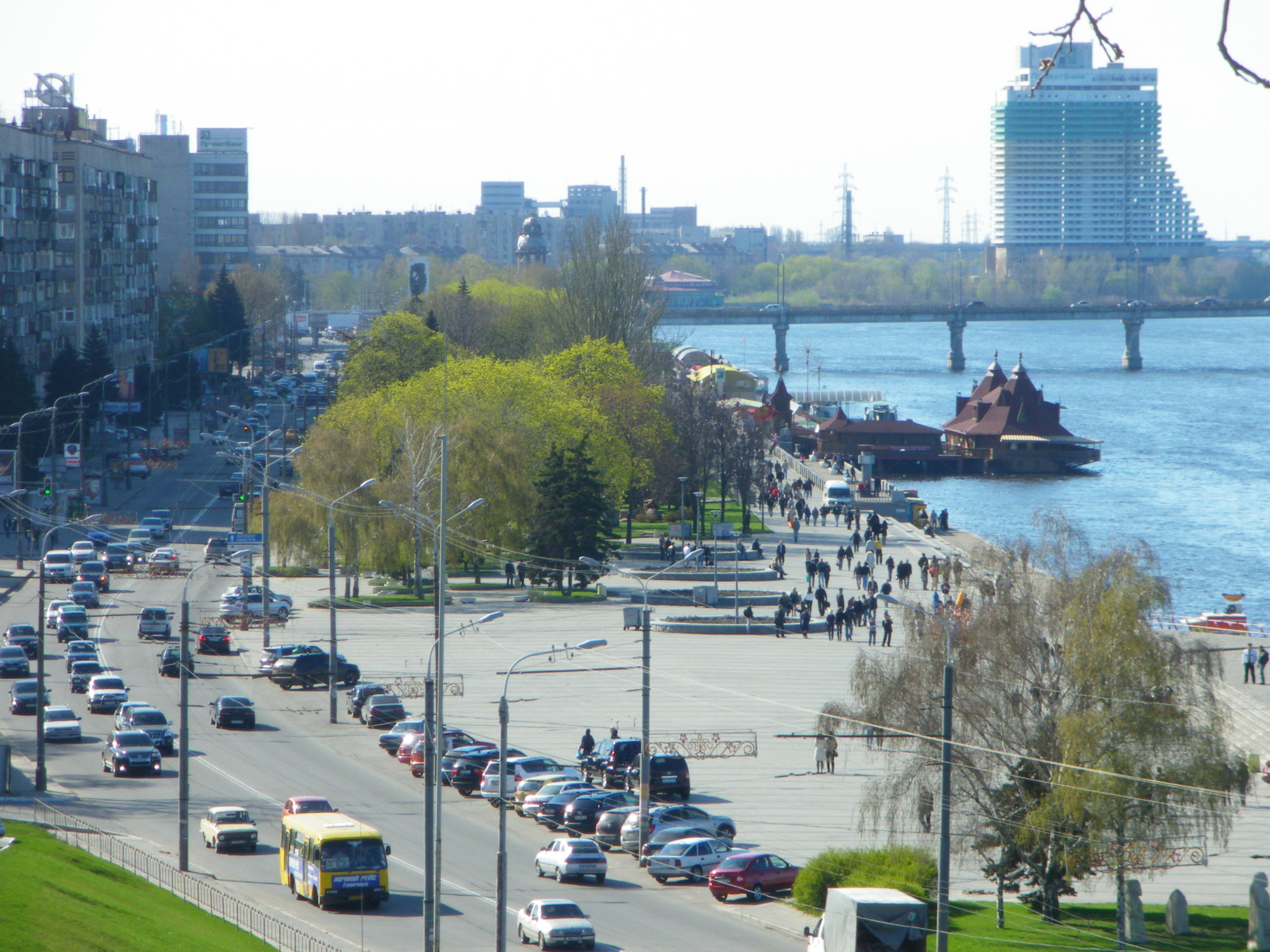
Дніпро. Січеславська Набережна

Під час радянсько-німецької війни 1941—1945 рр. місто зазнало значних руйнувань, промислові підприємства в більшості були або вивезені на Схід, або знищені радянськими чи німецькими військами. Особливої шкоди було завдано при підготовці штурму міста радянськими військами під час масованих артилерійських обстрілів з лівого берега, але німецькі частини залишили Дніпропетровськ без бою.
Однак, вже до 1945 р. основні підприємства були відновлені, того ж року розпочалося будівництво радіозаводу і автозаводу (з 1951 р. — ракетний завод, з 1966 — ПМЗ). У 1947 р. стало до ладу підприємство електротехнічної промисловості «Енерговугілля» (згодом — завод шахтної автоматики). Того ж року у місті відкрито першу тролейбусну лінію «Центр-Вокзал». 1952 р. на о. Чаплі було розпочато будівництво Придніпровської ГЕС і селища при станції, а 1953 — заводу важких пресів.
Відновлювались також громадські і житлові будівлі. Так, 1951 р. закінчено будівництво нового залізничного вокзалу, площу біля якого прикрасили величні житлові будинки у 5 і 7 поверхів.
У 1952 р. зведено житловий будинок на пр. Карла Маркса (нині — Д. Яворницького) між вул. Фрунзе (нині — Василя Чапленка) і Горького (нині — Княгині Ольги), а 1953 — на розі пр. Карла Маркса (нині — Д. Яворницького) і вул. Столярова, а також на пр. Карла Маркса між вул. Артема (нині — Січових Стрільців) і К. Лібкнехта (нині — М. Грушевського) (архітектор О. Петров). 1955 р. навпроти нього було зведено ще один величезний житловий будинок (архітектор Г. Вегман).
У 1950 р. на місці спаленої у жовтні 1943 р. бібліотеки на розі пр. Карла Маркса (нині — Д. Яворницького) і вул. Дзержинського (нині — Володимира Винниченко) за проектом Л. Ветвицького і Л. Назарця (за ішими даними — Г. Вегмана) завершилось будівництво Гірничого технікуму з гуртожитком (пізніше — Дніпропетровський технікум автоматики і телемеханіки, зараз — Академія митної служби України).
У нагірній частині міста було відновлено будівлі Гірничого інституту, а також сильно пошкодженого Потьомкінського палацу, вигляд якого було змінено докорінно і в якому розташувався палац студентів.
У ці ж роки у середмісті було створено нову центральну площу розміром 150×150 м — ім. В. І. Леніна (з 2014 — Героїв Майдану). Площа обрамлена монументальними будинками, зведеними за проектами архітекторів О. Петрова, О. Моторіна і О. Нестеренка. У центральному корпусі за радянських часів протягом багатьох років знаходилось Міністерство чорної металургії УРСР. На іншому боці проспекту до універмагу «Дитячий світ» було прибудовано готель «Центральний» (знесено разом із «Дитячим світом» у 2008 р. для звільнення місця під торговельний центр «Пассаж»).
На площі на гранітному постаменті знаходився 6-метровий бронзовий пам'ятник Леніну скульпторів М. Вронського і О. Олійника. У ніч проти 22 лютого 2014 року пам'ятник було знесено громадськими активістами.
З метою ліквідації дефіциту житла розгорнулось також масове будівництво індивідуальних одноповерхових будинків — так, на південній околиці міста наприкінці 1940-х виросло селище «Будівельник» (тепер також відоме під неофіційною назвою «Корея»), на початку 1950-х забудовувалась вул. Робоча (верх) і Набережна.
Загалом, протягом першого повоєнного десятиріччя місто було відновлено.
З 1955 р. почалось масове будівництво зі збірного залізобетона.
1956 р. було затверджено новий Генеральний план міста, який передбачав розвиток міста переважно за рахунок нових територій, особливо вздовж пр. Кірова, Запорізького і Новомосковського шосе. Також планувалось створення нових великих житлових масивів. Першим із них став Новомосковський житловий район на 150 000 м² житлової площі, будівництво якого розпочалося 1959 р. на схід від Новомосковського шосе за заводом ім. Карла Лібкнехта. Невдовзі розпочалося будівництво Кіровського (архітектор М. Шнеєрсон) і Вузівського (на пр. Гагаріна, архітектор Д. Щербаков) житлових районів. Незабаром подібні житлові райони з'явились на вул. Дніпропетровській — Сурско-Литовскому шосе, біля лакофарбового заводу (ж/м Західний), в районі пр. Петровського (нині — Івана Мазепи), вул. Титова-Будівельників і м'ясокомбінату.
Для покращення транспортного зв'язку між берегами Дніпра у 1964—1966 рр. було зведено новий міст із 6-рядним рухом і тролейбусною лінією, який нині зветься «Новий».
Одночасно на початку пр. Карла Маркса було створено площу Вічної Слави з однойменним 30-метровим монументом із Вічним вогнем (скульптори В. Агібалов, М. Овсянкін, архітектори О. Максименко, Е. Черкасов). З площі відкривається чудовий вид на Дніпро. У наступному, 1967 р., за проектом архітекторів І. Мігая, І. Нескоромного та скульптора Ю. Павлова було реконструйовано меморіальний цвинтар на Жовтневій (нині — Соборній) площі
У ці ж роки було споруджено грандіозну дніпровську Набережну, яка ввела річку до інтер'єра міста.
Одночасно створювались і промислові об'єкти. Так, 1958 стала до ладу домна № 3 на заводі ім. Г. І. Петровського (нині — Дніпровський металургійний завод), у 1956—1961 рр. побудовано шинний завод, а в 1963 р. здано його другу чергу. Того ж року запрацював комбінат дитячих іграшок, 1969 р. стало до ладу експериментальне трикотажне об'єднання «Дніпрянка».

### Архітектура доби «розвиненого соціалізму» («застою»)
З початку 1970-х рр. при проектуванні будівництва споруд архітектори керувалися постановою ЦК КПРС і Ради Міністрів СРСР «Про заходи щодо покращення якості житлово-громадського будівництва» 1969 р.

#### Громадські споруди
На початку 1970-х у Дніпропетровську було вирішено спорудити оперний театр, місце для якого обрали на центральному проспекті. 1974 р. театр опери та балету, побудований за проектом авторського колективу під керівництвом Б. Жежеріна, було відкрито. Перед будівлею театру за проектом архітектора П. Нірінберга було створено площу із світломузикальним фонтаном, поряд було розбито сквер і зелені газони.
Площу біля театру опери та балету було з'єднано пішохідним бульваром із площею перед реконструйованим у 1979 р. за проектом Є. Яшунського і В. Халявського Українським драматичним театром ім. Т. Г. Шевченка (нині на вул. Воскресеньська ).
Також на початку 1970-х за проектом П. Нірінберга було капітально реконструйовано кінотеатр «Родина» (нині не існує), а за проектом В. Зуєва — історичний музей на Жовтневій площі, завдяки чому до музею було додано 8 нових зал і унікальну діораму «Битва за Дніпро» (1975—1977).
У середині 1970-х також постало питання будівництва нового аеропорту — адже у ці часи літаки з Дніпропетровська відправлялись у десятки міст Радянського Союзу. Аеропорт було побудовано за проектом Ленаеропроекту разом із будівлею готелю (1979).
1977 р. на території парку ім. Т. Г. Шевченка за проектом П. Нірінберга та В. Шевченка було зведено своєрідну напіввідкриту споруду літнього кінолекторію (театру) на 1500 місць, яка і зараз прикрашає парк.
1980 р. на Набережній Дніпра за проектом П. Ніріберга, С. Зубарєва було побудовано унікальну споруду нового Дніпропетровського цирку (нині — Дніпровський цирк) — вперше у вітчизняній практиці шатрове покриття будівлі цирку було виконано із збірних залізобетонних елементів.
1982 р. біля будівлі обкому Компартії (спорудженої у 1970 р.) у своєрідному стилі було зведено Будинок Політпросвіти (нині — діловий центр), який також оформив вхід до парку ім. В. Чкалова (нині — Л. Глоби) з вул. Комсомольської (нині — Старокозацької).
Також були побудовані наступні споруди:
- Ресторан «Поплавок» на Набережній — початок 1970-х (архітектор О. Хавкін). Оригінальна споруда розташована прямо на воді, в прибережній зоні.
- Комплекс корпусів військового зенітно-ракетного училища (тепер — університет внутрішніх справ) на пр. Гагаріна — 1978 р. (архітектор О. Чмона)
- Ресторан «Маяк» на території парку ім. Т. Г. Шевченка на скелястому схилі берега Дніпра — 1979 (архітектор Е. Давидова). Зараз не використовується за призначенням, поступово руйнується.
- Кінотеатр «Салют» — початок 1980-х (архітектор О. Петров)
- Поліклініка УМВС на вул. Погребняка (нині — Полігонна) — 1982 р. (архітектор І. Підорван)
- Міськвиконком на пр. Карла Маркса (нині — Дмитра Яворницького) — 1983 р. (архітектор П. Нірінберг)
- Залізничний поштамт біля вокзалу — 1983 р. (архітектори В. Зуєв, В. Товстик)
- Річковий порт — 1983/1988 р. (архітектор В. Веснін) — нині перебуває в запустінні. Будівля розташована  перпендикулярно берегу і на 70 м врізається у Дніпро.
- Готель «Парус» — 1987 р. (керівник проекту — В. Зуєв, ДПІ «Дніпрогражданпрект»). Найвідоміший дніпровський довгобуд. Комплекс загальною площею близько 200 тис. кв. м. будували на намитій ділянці площею в 6,9 га. Оздоблювальні роботи так і не виконані, станом на 2017 р. будівля у занедбаному стані, існують пропозиції повного зносу споруди.
- Палац дітей та юнацтва (колишній «Палац піонерів») — 1990 р. (архітектор Є. Амосов). Загальна площа будівлі становить близько 10 тис. кв. м.
- Автовокзал — закінчено у 1993 р.

#### Нові житлові масиви
1967 року достроково було розроблено новий Генеральний план міста (автори О. Малишенко, В. Орєхов, О. Крикін, В. Мартинов), згідно з яким почали створюватись нові житлові масиви, першим із яких став ж/м «Сонячний» вздовж лівого берега Дніпра. Невдовзі, у 1971—1983 рр., у південній частині міста було побудовано житловий масив «Перемога». Дніпровську лагуну ліквідували шляхом гідронамиву, було використано більше 8 млн куб. м ґрунту, після чого тут на території 150 га було зведено 845 тис. м² житла. Композиція району визначається трьома магістралями (Набережна Перемоги, Бульвар Слави і пр. Героїв) і чотирма площами. Серед визначних будівель «Перемоги» — 9-поверховий житловий будинок завдовжки більше ніж 800 м, який за свої розміри отримав народну назву «Китайська стіна», а також два 28-поверхових будинки з монолітного залізобетону на пл. Перемоги (планувалось три).
Набережна Перемоги — 6-кілометрова ділянка 24-кілометрової дніпровської Набережної — відділяє житлову забудову від прибережної зеленої зони з пляжами вздовж Дніпра. З початком нового тисячоліття зелена і пляжна зона вздовж Дніпра значно скоротилась внаслідок будівництва тут елітних ресторанів і інших розважальних закладів — як-от ресторани «Хутір», «Камелот», «Бартоломео», «Якір», «Сім красунь», яхт-клуби «Екотур» і «Січ», спорткомплекс «Схід», невеликий аквапарк «Хеппі дей», нічний клуб «Пілот» (останній зараз вже у занедбаному стані).
На початку 1980-ті роки планувалося, що ж/м «Перемога» стане однією з ланок грандіозного архітектурного ансамблю, куди також мали увійти ще 3 великих житлових масиви:
- «Тополя» з 3-х мікрорайонів на Запорізькому шосе (архітектори О. Хавкін, В. Сотніков, Е. Вагман, В. Товстик).
- «Сокіл» з 2-х мікрорайонів на схід від Запорізького шосе на терасі пагорбу (архітектори В. Сотніков, Е. Вагман).
- «Запорізький» на схилі пагорбу на місці частини приватної забудови Лоцманської Кам'янки.

Оскільки проект житлового масиву «Запорізький» так і не було реалізовано, основна магістраль ансамблю — Бульвар Слави так і залишилась у вигляді 2-х ізольованих ділянок на ж/м «Перемога» і ж/м «Сокіл», а повноцінний виїзд із ж/м «Сокіл» на Запорізьке шосе і ж/м «Тополя» було добудовано лише у 2000-ні роки. Основний зв'язок між цими масивами у теперішній час здійснюється на вул. Космічній.
У західній частині міста, вздовж трикілометрової ділянки Набережної були зведені житловий масиви: «Червоний Камінь», «Комунар» (з 2016-го — «Покровський») і «Парус», відділеніх один від одного широкими вулицями-бульварами. 1996 р. тут було відкрито кінцеву станцію першої ділянки метрополітену, який зв'язав цей масив із вокзалом.
Незабаром групи багатоповерхових будинків з'явились на вул. Калиновій, Гладкова, Будівельників, Робочій-Чичеріна, на підйомі пр. Кірова (нині — О. Поля), на ж/м Придніпровськ і Західний; у 1980-х було зведено житлові масиви «Лівобережний» (1-й, 2-й і 3-й) і «Фрунзенський» (Нині — жилмасиви Кам'янський та Ломівський).
У деяких випадках нове жило зводилося на місці знесеної приватної забудови (наприклад, частково ж/м Парус, Комунар, ділянки на вул. Робочій і між вул. Титова і Будівельників).
Окремі 9—16-поверхові житлові будинки споруджувались у центральній та інших частинах міста: наприклад, ще 1970 р. на місці знесеної споруди на пр. Карла Маркса, 58 за проектом О. Недовізіна було зведено житловий 12-поверховий будинок із магазином «Лотос» на 1-му і 2-му поверхах; за проектом П. Нірінберга на розі пр. Карла Маркса (нині — Д. Яворницького) і вул. Дзержинського (нині — Володимира Винниченко) у 1976 р. було зведено 18-поверховий житловий будинок баштового типу, довгі роки відомий у місті як «Будинок книги» (за назвою великого книжкового магазину на 1-му поверсі), а у 1979 р. між пр. Карла Маркса (нині — Д. Яворницького) і вул. Шевченка було здано трисекційний 14-поверховий житловий будинок
Після розпаду Радянського Союзу і соціалістичної системи, масове житлове будівництво, припинилося.

#### З невтіленого
- Єдина міська система теплопостачання на базі Придніпровської ГРЕС
- Два сміттєспалювальних заводи
- Повноцінна дублююча центральний проспект магістраль по пр. Пушкіна, пр. С. Нігояна (Калініна) і вул. Маяковського
- Транспортний тунель і 6-типолосна магістраль швидкісного руху в Красноповстанській балці; швидкісні траси у Рибальській, Аптекарській, Тунельній, Діївській балках;
- Висячий вантовий міст з Придніпровська (Чаплі) на правий берег Дніпра
- 2 гілки метрополітену; Перша — Центр-Вокзал-Парус; централізоване управління міської служби руху
- Воронцовський житловий масив
- Вибіркова реконструкція центру міста
- об'єднання площ Старомостової (ім. М. Островського) і Привокзальної
- висотний готель «Парус» (архітектор В. О. Зуєв)
- реконструкція Соборної (Жовтневої) площі і історичного музею
- Нова будівля Театру юного глядача біля Театру ім. Т. Г. Шевченка

## Сучасна забудова
Деяке пожвавлення будівельних робіт у місті намітилося з початку 2000-х років: почали споруджуватися окремі торговельні центри, елітні житлові комплекси (Подробиці — на сайті міста за посиланням).
У 2000-х роках прибережний вигляд міста сильно змінила забудова в рамках проекту створення архітектурного ансамблю Крутогірний, що включає в себе чотири зв'язані елементи:
- ЖК «Башти» — 30-поверхові башти-близнята, найвищі будівлі Дніпра; на час завершення будівництва, яке тривало у 1999—2005 рр., були найвищими житловими будинками в Україні.
- ЖК «Летуаль» — 21-поверховий хмарочос.
- ЖК «Амфітеатр» — житловий комплекс із відкритими терасами.
- ЖК «Імперіал-палас» — 5-поверховий житловий будинок.

### Торгові, ділові та культурно-розважальні комплекси
Станом на початок 2019 р. в місті працювало 10 торговельних центрів. З них до професіональних торговельно-розважальних відносяться: «Міст-Сіті» (GLA, 33 000 кв. м), «Караван» (GLA, 78 000 кв. м), «Дафі» (GLA, 16 000 кв. м), APPOLO (GLA першої черги, 20 000 кв. м).
За посиланням — повний перелік
- Автопорт (Новий центр) — торгово-діловий центр
- Аксельхоф Готель (Axelhof Boutique Hotel)
- Appolo — торгово-розважальний комплекс
- Арбат — торговий центр
- Бізнес-центр Астана
- Атріум — торгово-діловий центр
- Торгово-офісний комплекс Сходинки на вул. барикадної
- Бартоломео Клуб
- Готель Bon Hotel
- Босфор — торгово-діловий комплекс
- Вавилон — багатофункціональний торговий центр
- Golden Palace — торговий центр
- Гранд Плаза Дніпро — торговий центр
- Дафі — центр покупок і відпочинку
- Торговий комплекс на вул. Вернадського (Дзержинського), 1/3
- Багатофункціональний комплекс Будинок на Катеринославському
- Європа — торговий центр
- Торгово-діловий центр на Запорізькому шосе
- Громадсько-торговельний комплекс на вул. Грушевського (Карла Лібкнехта)
- Каспій — готель
- Київстар — багатофункціональний комплекс
- Торгово-офісний комплекс на просп. Поля (Кірова), 11
- Громадська будівля на вул. Короленка, 10
- Торгово-офісний комплекс Кудашівське
- Магнат — торгово-діловий центр
- Материк — торгово-розважальний центр
- Торговий комплекс на вул. Європейської (Миронова), 20
- Єврейський громадський центр «Менора»
- Адміністративний комплекс поул. Мечникова, 8
- Реконструкція будівлі на вул. Мономаха (Московської), 1
- Міст — міський центр
- Парк Готель — готельний комплекс
- Торговий комплекс Пасаж
- Торговий комплекс на пл. Вокзальній (Петровського)
- Кінотеатр «Правда-кіно»
- Прем'єрбанк — будівля банку
- ПріZма — діловий центр
- Приозерний — торговий центр
- ресторан Причал
- Торговий центр на вул. Савченко, 42
- Крутогорний (Рогальова) — суспільно-адміністративний комплекс
- Тераса — адміністративно-готельний комплекс
- Торговий комплекс «Терра» біля ПК «Шиннік»
- Торговий центр Трипільський
- Молодіжний центр на Фестивальній пл.
- Цивілізація — офісно-торговий центр
- Цитадель-1 — діловий центр
- Цитадель-2 — діловий центр
- Цитадель-3 — торговий центр
- Торговий центр на вул. Центральної
- Торговий центр на вул. Центральної, 12-a
- Цунамі — оздоровчий центр

### Житлові комплекси
(у тому числі в стадії будівництва)
За посиланням — повний перелік
- Житловий комплекс на вул. Академіка Лазаряна, 2
- Олександрійський — адміністративно-житловий комплекс
- Амстердам — житловий комплекс
- Амфітеатр — житловий комплекс
- Аркадієвська вежа — адміністративно-житловий комплекс
- Атлант — житловий комплекс
- Вежі — житловий комплекс
- Беверлі — житловий будинок
- Бельведер — житловий комплекс
- Житловий комплекс на вул. Бригадній
- Вілли «Базиліка» і «Ротонда»
- Воронцовський — житловий комплекс
- Житловий комплекс Victory Hall на Набережній Перемоги, 68
- Житловий комплекс на вул. Єфремова (Ворошилова), 22—24
- Житловий будинок на вул. Єфремова (Ворошилова)
- Житловий комплекс на вул. Гоголя, 3
- Дельмар Люкс — багатофункціональний житловий комплекс
- Житловий комплекс Новодворянскій на вул. Вернадського (Дзержинського), 33
- Дніпровський — адміністративно-житловий комплекс
- Ельбрус-1, -2 — житлові комплекси
- Будинок Крейнина — житловий комплекс
- Житловий комплекс на вул. Жуковського, 3
- Жуковський — житловий комплекс
- Житловий комплекс Західна стіна (Western Wall)
- Житловий комплекс Зелений квартал
- Зеніт — житловий комплекс
- Золоті ключі — житловий мікрорайон
- Капітель — житловий комплекс
- Каскад Плаза — багатофункціональний комплекс
- Кіпарисний — таунхаус
- Житловий комплекс Кіровський
- Житловий комплекс Comfort City
- Житловий комплекс iQ-House на вул. Клари Цеткін
- Житловий комплекс на вул. Космічній
- Житловий комплекс на вул. Космічній, 9-а
- Житловий комплекс Класичний
- Житловий комплекс Кристал
- Крутогірний — містобудівний ансамбль
- Житловий комплекс Лайтхаус
- Житловий комплекс на вул. Ламаній
- Житловий комплекс на вул. Європейській (Миронова), 7
- Житловий комплекс Будинок на Миронова
- Нагорний — житловий комплекс
- Набережний квартал — житловий комплекс
- Соборна (Жовтнева) пл, 7-б — житловий комплекс
- Житловий комплекс Олімпік-2
- Житловий комплекс Palermo
- Панорама — житловий комплекс
- Парковий і Садовий — житлові комплекси
- Первозванівський — житловий комплекс
- Прибережний — житловий комплекс
- River Park — житловий комплекс
- Салют — житловий комплекс
- Житловий комплекс на вул. Сімферопольській
- Комплекс будівель багатофункціонального призначення «Славія» на пр. Яворницького (К. Маркса), 1а-3
- Житловий комплекс на просп. Слобожанському, 17-А
- Житловий комплекс на вул. Старокозацькій, 52-B
- Житловий комплекс на вул. Феодосійській
- Житловий комплекс Фестивальний
- Житловий будинок на вул. Акінфієва (Фучика)
- Реконструкція кварталу вул. Херсонській, Щорса, Ушинського, просп. Пушкіна
- Центральний — житловий квартал

## Проєкти
За посиланням — повний перелік
- IT center на вул. Шевченко, 51
- Багатофункціональний комплекс вул. 6-ї Стрілецької дивізії
- Автокомплекс Галлакт-Центр
- Житловий комплекс на вул. Агнії Барто
- Багатофункціональний комплекс бізнес-центр АЛЕФ
- Багатофункціональний комплекс Альтернатива
- Житловий комплекс Амстердам-2
- Адміністративно-житловий комплекс на вул. Нірінберга
- Житловий комплекс на вул. Любарського
- Брама — багатофункціональний центр
- Проєкт готелю у ТЦ «Вавилон»
- Котеджне селище Венеція
- Реконструкція воднолижного стадіону і гребного каналу
- Вознесенська площа — багатофункціональний комплекс
- Мануйлівський ж/м — проєкт перспективної забудови
- Житлово-офісний комплекс «Пори року»
- Забудова висотними будівлями центру міста
- Житловий комплекс на просп. Гагаріна, 103
- Гостинний двір — торговий центр
- Торгово-діловий центр на вул. Княгині Ольги
- Офісний комплекс на вул. Глінки
- Багатофункціональний комплекс Ґранд Плаза Дніпро (друга черга)
- Житловий комплекс на вул. Вернадського, 25
- De Luxe — житловий комплекс
- Реконструкція Парку Дружби
- Концепція забудови на Донецькому шосе
- Житловий комплекс на вул. Запорізьке шосе, 68
- Зоопарк у Тунельній балці
- Громадський центр на вул. Грушевського
- Виставковий комплекс на просп. Яворницького, 35—37
- Багатофункціональний комплекс, просп. Яворницького, 41
- Житловий і торговий комплекс, просп. Яворницького, 41—45
- Музейно-туристичний комплекс «Козацька фортеця»
- Житловий комплекс «Континент»
- Багатофункціональний комплекс на вул. Старокозацькій
- Проєкт розміщення житлового кварталу по Довгій балці
- Діловий центр на вул. Колодязної
- Житловий комплекс на вул. Старокозацькій
- Житловий комплекс на вул. Троїцькій
- Житловий комплекс у кварталі вул. Троїцької — Короленко — Свєтлова
- Рекреаційна зона та SPA-аква-марина-парк у районі Краснолиманської коси на ж/м Червоний камінь
- Храм Св. Лазаря
- Лапідаріум
- Адміністративно-житловий комплекс на вул. Воскресенській, 39-а
- Багатофункціональний комплекс «Дафі» на ж/м Перемога-4
- Діловий центр на вул. Мандриківській, 43
- Готельно-комерційний комплекс Мідель
- Багатофункціональний комплекс «Материк» на вул. Кн. Ольги, 19
- Офісна будівля на вул. Набережній
- Житловий комплекс на Набережній Перемоги
- Спортивно-розважальний комплекс на Набережній Перемоги
- Багатофункціональний комплекс Нагірний
- Багатофункціональний житловий комплекс «На Нагорці»
- Нептун — торговий, готельний і офісний центр
- Ноосфера — спортивне місто
- Реконструкція Соборної площі
- Багатофункціональний комплекс на пл. Старомостовій
- Готель Golden Bay на Набережній Перемоги
- Проєкт забудови земельної ділянки на вул. набережній Перемоги
- Житловий квартал «Паланка» на вул. Наримській
- Торгово-офісний комплекс на вул. Панікахи
- Багатофункціональний комплекс Панорама
- Парк 150-ти скульптур у сквері Героїв
- мікрорайон Південний
- Житловий комплекс на вул. Південній, 4—8
- Піонер — житловий комплекс
- Житловий комплекс на вул. Погребняка
- Концепція забудови фрагменту просп. Слобожанського
- Торгово-офісний центр на просп. Слобожанському
- Торгово-офісний центр на просп. Слобожанському
- Багатофункціональний комплекс на просп. Слобожанському
- Реконструкція перехрестя просп. Слобожанського і вул. Калинової
- Концепція формування Центрального передмостового містобудівного вузла
- Приміський залізничний вокзал
- Profium — діловий центр
- Житловий комплекс на просп. Пушкіна
- Офісно-готельний комплекс на вул. Робочій
- ТРЦ на вул. Робоча
- Адміністративний комплекс на Крутогірному спуску, 14
- Житловий комплекс на вул. Рибінській
- Містобудівний ансамбль у районі кінотеатру Салют
- Реконструкція Севастопольського парку
- Житлова забудова на бульварі Слави
- Конкурс на розробку концепції забудови в районі пам'ятника «Вічна Слава» і вулиці Набережна Перемоги
- Житловий комплекс Статус
- Багатофункціональний комплекс Парус
- Підземний торговий центр на пл. Вокзальній
- Проєкт реконструкції старого Придніпровська
- Реконструкція Театру Опери та балету
- Проєкт забудови Театрального бульвару № 1
- Проєкт забудови Театрального бульвару № 2
- Універсальна спортивна арена
- Реконструкція Центральної площі
- Адміністративний комплекс на вул. Моссаковського, 1-а
- Центр дозвілля Фабрика
- Багатофункціональний комплекс Фабрика на вул. Ярослава Мудрого
- Флора — житловий комплекс
- Торгово-готельний комплекс на вул. Харківській, 6
- Адміністративно-торговий центр, вул. Б. Хмельницького, 16-а
- мікрорайон Квіти
- Торгово-офісний центр на вул. Чернишевського
- Житловий комплекс на вул. Чкалова-Виконкомівській

## Парки
(Список парків і скверів)

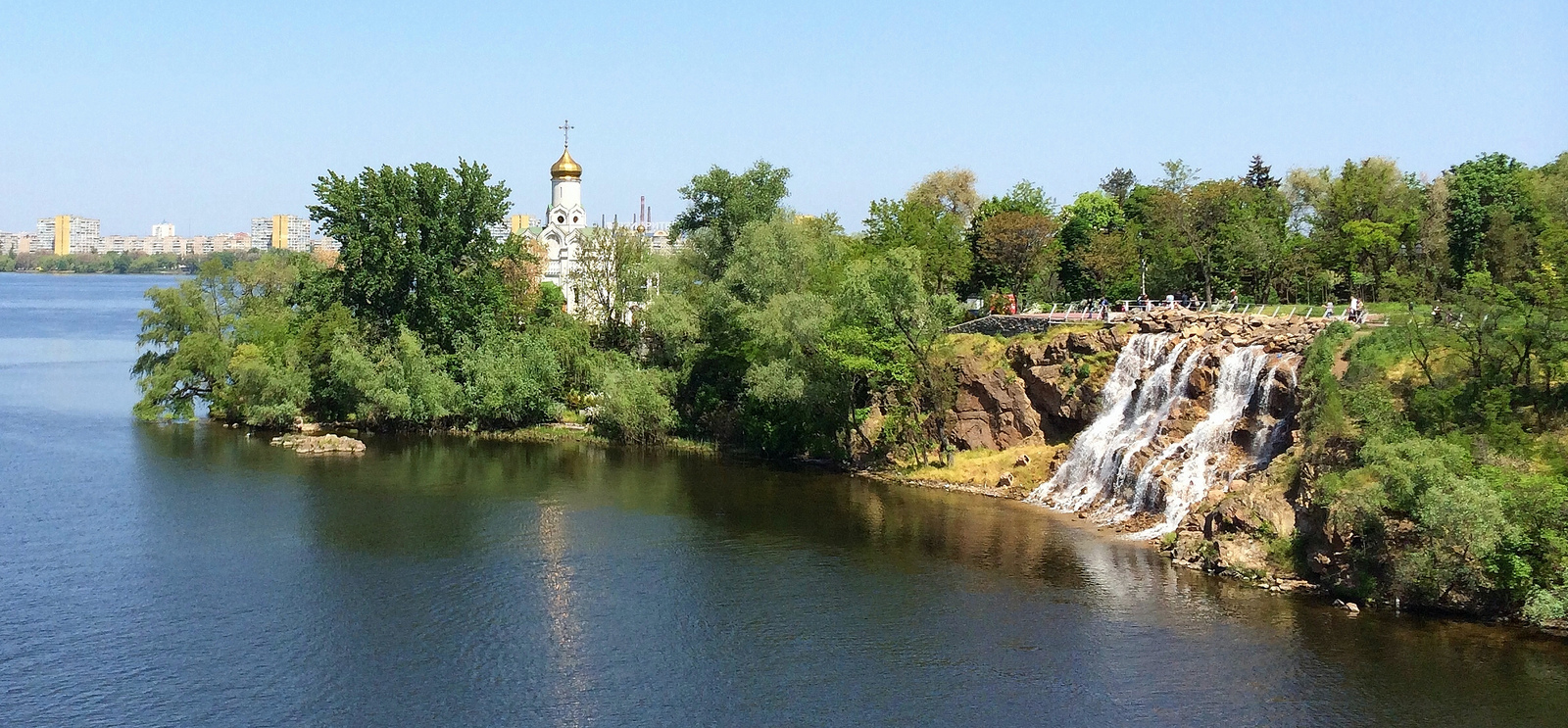
Монастирський острів: храм і штучний водоспад

У сучасному архітектурному обличчі Дніпра парки відіграють помітну роль. У Дніпрі у різні роки створені наступні парки: найдавніші ім. Т. Г. Шевченка і ім. Лазаря Глоби (раніше ім. В. Чкалова), а також ім. Богдана Хмельницького, ім. Володі Дубініна, ім. Ю. Гагаріна, Молодіжний «Новокодацький» (кол. ім. В. Леніна), парк «Пам'яті і Примирення» (кол. ім. М. Калініна), Севастопольській, 40-річчя визволення Дніпропетровська (на місці колишнього старого цвинтаря), Зелений Гай (кол. ім. Ленінського Комсомолу), Сагайдак (кол. ім. Воронцова), сквер Героїв, сквер Клюєва, сквер Металургів, а також низка інших рекреаційних зон, переважно вздовж узбережжя Дніпра.
Основу парку ім. Т. Г. Шевченка склав сад, закладений козаком Лазарем Глобою ще у XVIII ст. і викуплений у нього губернатором Г. Потьмкіним, який почав будувати біля нього губернаторський дім, відомий пізніше як «Палац Потьмкіна» (нині — «Палац студентів» ДНУ) Територія парка займає дві ділянки: нагірну і острівну (Монастирський острів), зв'язані між собою пішохідним мостом над Набережною і протокою Дніпра. Також південна (пляжна) частина Монастирського острова з 1968 р. зв'язана з берегом канатною підвісною дорогою, яка діє влітку. На заході острова знаходиться новозбудований за проектом Ігора Саенко храм Святого Миколая, відкритий 25 жовтня 1999 року. Після його спорудження острову повернули його колишню назву — Монастирський. У радянські часи він носив назву Комсомольський. Також на острові знаходиться міський пляж, Акваріум, Парк атракціонів.
Два пам'ятника — Т. Г. Шевченку і «Скорботна» (пам'ятник студентам, загиблим у Німецько-радянській війні, 1967 р., скульптори К. Чеканьов, О. Ситнік, В. Щедрова, архітектор І. Нескоромний) — стали ідейними і композиційними акцентами парка. Найбільший у світі пам'ятник Т. Г. Шевченку, створений у 1959 р. І. Знобою, В. Знобою і архітектором Л. Ветвицьким, височіє на Монастирському (Комсомольському) острові. Висота скульптури сягає 10 м (з гранітним постаментом — 22 м), а вага відливки — 65 т. Цей пам'ятник замінив бетонну скульптуру, яка була тут встановлена наприкінці 1940-х. Поряд із пам'ятником 14 вересня 2013 р., на день міста, відкрили штучний водоспад «Поріг ревучий», який уособлює дніпрові пороги, оспівані Кобзарем.

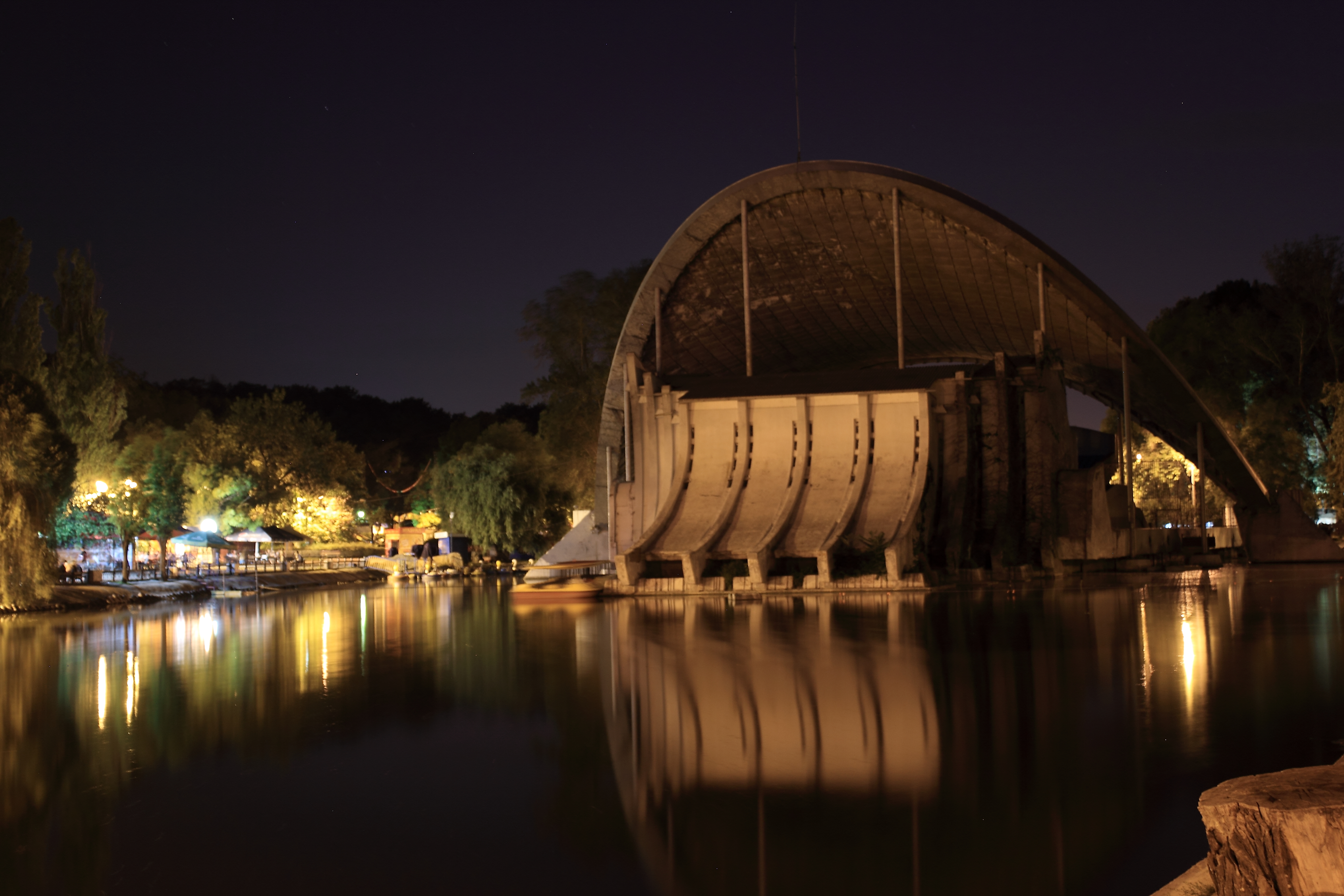
Літній театр у парку Лазаря Глоби уночі

Парк ім. Лазаря Глоби (ім. В. Чкалова) — інший найстарший парк Дніпра, також створений на основі саду козака Лазаря Глоби навколо ставку. До революції парк носив назву «Технічний сад». Вся західна частина парку є парком атракціонів. У парку розташовані два пам'ятники: засновнику парку запорозькому осавулу Лазарю Глобі і льотчику-випробувальнику Валерію Чкалову, ім'я якого носив парк у радянську добу. У теперішні часи парк є улюбленим місцем відпочинку громадян, проведення урочистостей, свят, новорічних ялинок, різноманітних виставок.
Ще з 1930-х рр. тут діє унікальна дитяча залізниця.
У 1970-ті парк було реконструйовано за проектом Є. Яшунського, Л. Халявського і О. Пухаленка. 1976 р. всередині парку було створено велику паркову площу, споруджено пам'ятник засновникові парку — Л. Глобі і у 1978 р. за проектом О. Петрова побудовано оригінальну конструкцію літнього лекторію-театру на озері.

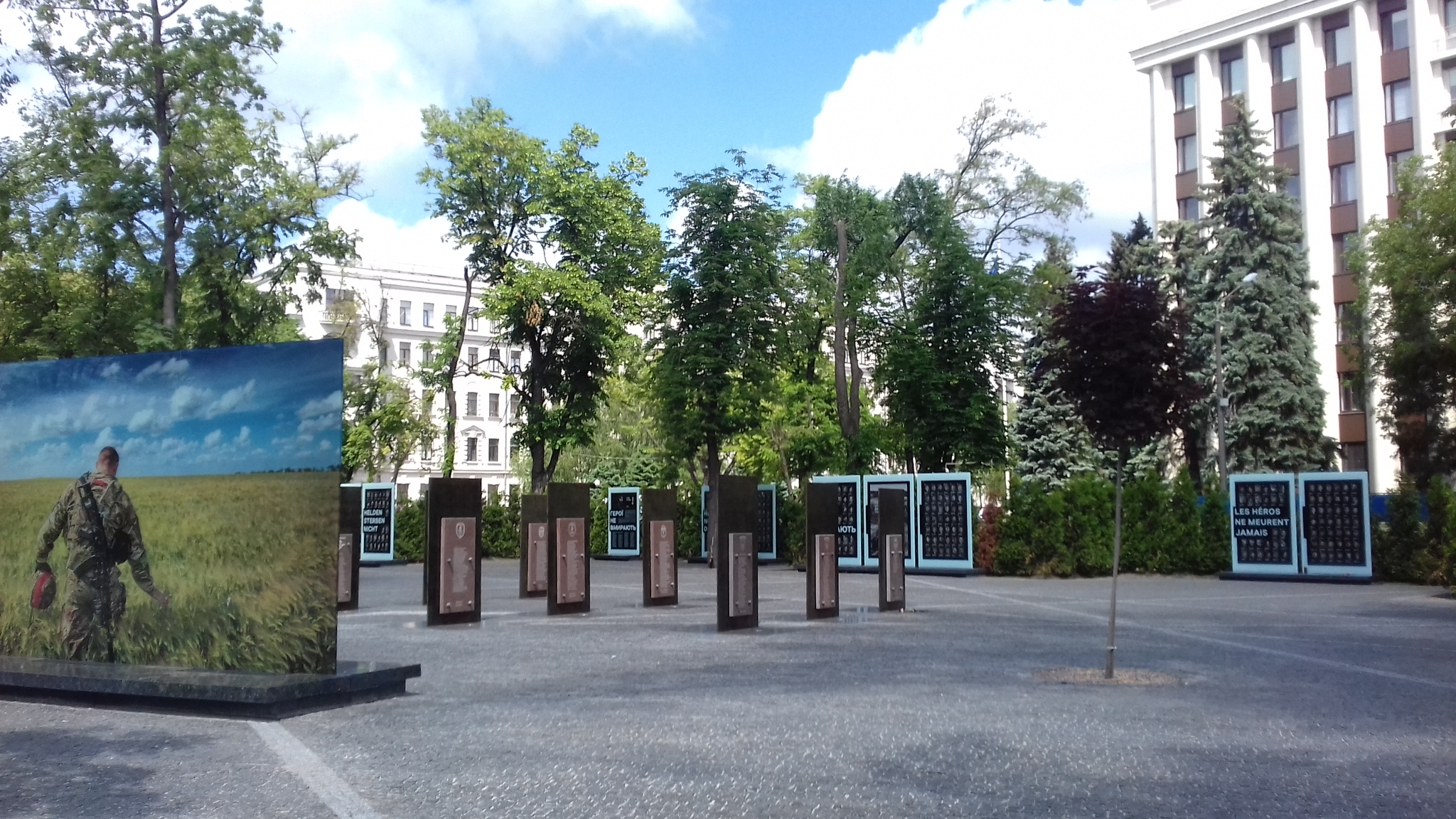
Меморіал загиблим у АТО героям України (м. Дніпро)

Сквер Героїв розташований біля Дніпро-Арени. Сквер було реконструйовано у 2008 році. Він мав стати фан-зоною футбольних вболівальників на час проведення Євро-2012. Однак коли Дніпро втратив право проведення Чемпіонату, сквер став просто окрасою міста. У центрі скверу знаходиться великий фонтан. Дерева також мають різнокольорову підсвітку. На алеях скверу розташовані статуї, котрі встановлені на День міста. На півдні скверу розташований «Чорнобольський дзвін». У сквері знаходиться найбільший дитячий майданчик у місті.
12 травня 2017 року тут урочисто відкрито найбільший в Україні меморіал загиблим захисникам України у війні з Росією
Севастопольський парк розташований у нагірній частині міста неподалік від залізничної станції Дніпра-Південного і проспекту Гагаріна. Парк є монументальним. Він був споруджений на 100-річницю героїчної оборони Севастополя у 1955 році. У 2010 році парк було реконструйовано у зв'язку з приїздом до Дніпра Патріарха РПЦ Кирила.

## Спортивні споруди
Дніпро ще з радянських часів отримав славу спортивної кузні, з його спорткомплексів вийшло немало чемпіонів і відомих спортсменів, тут діє Інститут фізкультури і спорту, розташований на Набережній Перемоги.
У Дніпрі створено максимум для розвитку водних видів спорту — є гребний канал, діє Палац водних видів спорту.
Основна спортивна база — спорткомплекс «Метеор» на території більше 20 га. Тут, поряд із парком Зелений Гай, зосереджені стадіон (відкрито у 1966 р., до 2008 р. — головний стадіон міста), тенісні корти, поле для міні-футболу, «Льодовий палац спорту», Палац водних видів спорту, тощо. На жаль, останні роки «Льодовий палац» використовувався здебільшого як сцена для виступів заїжджих зірок естради, а з 2012 р. стоїть взагалі зачинений і поступово занепадає.
Ще з 1930-х років у центрі Дніпропетровська діяв стадіон «Металург», збудований на місті колишнього міського цвинтаря, але з відкриттям у 1966 р. стадіону «Метеор» він відійшов на другий план. У 1990-х рр. територія стадіону використовувалась як міський речовий ринок. На початку 2000-х власники місцевої команди «Дніпро» вирішили капітально перебудувати «Металург». Фактично на місті старого було побудовано новий, перший в Україні сучасний стадіон «Дніпро-Арена» на 31 000 місць, який було відкрито 14.10.2008 р.
Ще один великий стадіон Дніпра — легкоатлетична арена з додатковими полями для міні-футболу, тенісними кортами — «Трудові резерви», капітально реконструйований у 2015—2017 рр.
У лютому 2012 р. на вул. Набережна Заводська біля житлового масиву «Червоний Камінь» було відкрито сучасну «Льодову арену» (замість ковзанки у «Льодовому палаці», яку було закрито); також ковзанки діють на стадіоні «Метеор» і у ТРЦ «Мост-Сіті».

## Храмові споруди
Найвизначнішою, головною спорудою кожного населеного пункту України завжди був храм. Освячення храму вважалось датою заснування села або міста, це, як правило, була найбільша споруда міста. І сьогодні культові будівлі міста (як давні, так і сучасні) залишаються унікальними пам'ятками міста, визначають його архітектурне обличчя і своєрідність. Загалом у місті налічується 2 собори та 50 храмів (у тому числі 12 при лікарнях і подібних закладах) УПЦ МП та близько 30 храмів УПЦ КП. Переважна більшість цих споруд (а в УПЦ КП — всі) — новозбудовані храми, у тому числі на місці зруйнованих, а також споруджені на основі попередніх, нецерковних будівель, таких, як клуби, дитячі садки тощо.

### Храми, побудовані до Жовтневого перевороту 1917р.
Загалом у Дніпрі, за даними УПЦ під охороною держави перебуває 4 пам'ятки храмової архітектури національного значення (Постанова Ради Міністрів УРСР № 44298 від 6.09.1979).
1. Спасо-Преображенський собор, охоронний № 149, споруджений в 1835 році. Соборна площа.
2. Брянська Свято-Миколаївська церква, охоронний № 1070, споруджена в 1915 році (використовується під Будинок органної та камерної музики). Проспект С. Нігояна (Калініна).
3. Свято-Миколаївська церква, охоронний № 1078, споруджена в 1773 році. Нові Кайдаки.
4. Свято-Миколаївська церква, охоронний № 1079, споруджена в 1857 році. Селище Ігрень-1.

Ще три церковні споруди мають статус пам'яток містобудування та архітектури місцевого значення, (список затверджено розпорядженням голови облдержадміністрації від 12 липня 1996 року 158-р.)
1. (74). Будівля духовної семінарії, охоронний № 72, пр. Д. Яворницького (К. Маркса), 35 (використовується під факультет довузівської підготовки ДНУ).
2. (96). Свято-Благовіщенський храм, охоронний № 119, споруджений в 1896 році. Вул. Робоча, 3-б.
3. (123). Свято-Троїцький кафедральний собор, охоронний № 28, споруджений в 1845 році., Троїцька площа, 7.

Першою церквою на території міста вважається дерев'яний храм на честь Петра і Павла, побудований у центрі Половиці у 1781—1783 рр. (Катеринослав тоді знаходився на Кільчені) і знищений пожежею напередодні освячення. Замість церкви було споруджено молитовний дім на ім'я Казанської Божої матері, біля якого у 1796—1797 рр. було побудовано дерев'яний Успенський собор.

#### Спасо-Преображенський Собор
Ще при проектуванні другого Катеринослава передбачалось будівництво в його центрі грандіозного Собору, але цей проект 1786 р. втілено не було (споруджено було тільки фундамент), у тому числі через смерть Г. Потьомкіна, імператриці Катерини II і вичерпання фінансування. Наступний проект Собору створив у 1805 р. архітектор О. Захаров — автор будівлі Адміралтейства у Санкт-Петербурзі. Також відомо про існування розробленого у 1820-х роках В. Стасовим проекту Собору «на старій основі». Собор, значно менший від спроектованого у 1786 р., було збудовано за проектом О. Захарова на місті старого величезного фундаменту у 1830—1835 роках.
У 1930—1941 і у 1943—1988 служби в соборі не велися; приміщення використовувались як склади і для інших господарських цілей, у 1975—1988 рр. тут діяв «Музей історії релігії і атеїзму».
21 січня 1991 р., незважаючи на протести вірян УАПЦ, які претендували на будівлю, храм було передано УПЦ МП. У 1992 році було розпочато відновлення його первісного вигляду. У 2008 році був встановлений головний дзвін-благовісник.

#### Свято-Троїцький кафедральний собор

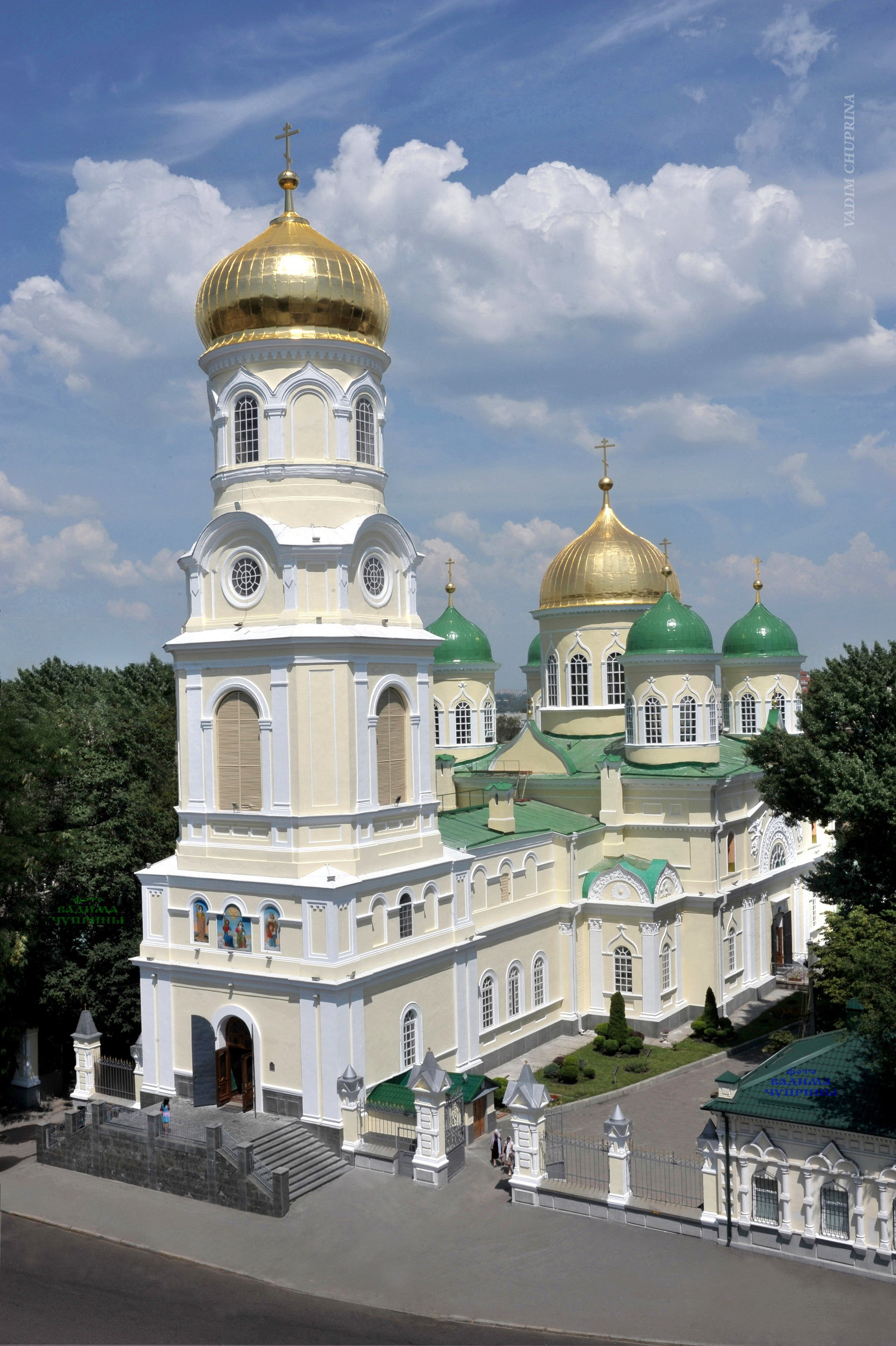
Свято-Троїцький собор у м. Дніпро

Перша міська церква на честь Казанської ікони Божої Матері, збудована з дерева, мала невеликі розміри і була освячена 15 січня 1791 року. Протягом 40 років вона занепала і купецтво міста звернулося до петербурзьких архітекторів Шарлеманю — Боде Л. І. і Вісконті П. І., які спроектували Успенську церкву. Архітектори виконали і проект нової — купецької. У 1837 році вже освятили місце під новий храм. Будувався храм на кошти лісопромисловця Федора Дупленка, а потім — купця Андрія Кірпічнікова.
У 1860-х роках перед церквою будується велика кам'яна дзвіниця. Трохи пізніше між дзвіницею і храмом будується з'єднувальний боковий вівтар, який майже вдвічі збільшив площу церкви. Меценатом цих будівель виступив купець Андрій Кірпічников і його спадкоємці.
Наприкінці 1900-х років у церкві починаються великі ремонтні роботи. Для виконання нових ікон і фресок в 1909 році був запрошений видатний український живописець Іван Їжакевич (1864—1962) — великий фахівець в області народної творчості та українського фольклору. Але до Жовтневої революції найвагоміше місце в його творчості займала саме храмова розпис. Серед видатних церковних робіт Їжакевича найбільш відомі: розпис Трапезної церкви Києво-Печерської Лаври, там же — настінний розпис головної брами Лаври і розпис Всіхсвятської церкви Лаври.
Остаточно реставрацію було завершено лише в 1917 р.
Коли Спасо-Преображенський собор був закритий, Кафедра єпархіального архієрея перемістилася в Свято-Троїцький собор, навпроти якого, на вулиці Червоній, 3, був архієрейський будинок.
У 1934 році Собор був закритий «через відсутність прихожан». Скинули дзвони, зірвали хрести. В огорожі храму розмістили численні магазини, майстерні, склади. Будівлю розділили на два поверхи і пристосували під склад.
У 1941—1943 роках у Соборі тимчасово відновили архієпископську кафедру, проходили богослужіння. Розпочалося відновлення храму. Після закінчення німецької окупації реставраційні роботи відновились лише 1956 року.
Біля стін собору знаходяться поховання єпархіальних архієреїв, настоятелів собору, творців храму.
У 1999 році клопотом Владики Іринея навпроти Собору почалося будівництво єпархіального центру. Нинішню будівлю відкрито 9 вересня 2006 р. На фасаді будівлі встановлена статуя Святої великомучениці Катерини, покровительки Катеринослава-Дніпропетровська. На 2-му поверсі знаходиться невеликий храм на честь священномученика Іринея, єпископа Ліонського, і зали для проведення семінарів, занять з учителями середніх загальноосвітніх та недільних шкіл, занять із дітьми.

#### Свято-Успенський собор (у стадії відновлення)
Наприкінці XVIII ст. центр Катеринослава остаточно розташувався на місці козацької слободи Половиці і головний Собор міста було вирішено будувати саме тут (будівництво Преображенського собору на пагорбі на той час було закинуте). Однак, у зв'язку з браком коштів, було запропоновано не будувати споруду храму «з нуля», а розібрати і перевезти церкву з Полтавського чоловічого монастиря, який не працював з 1786 року. За спеціальною технологією, церкву розібрали і зібрали вже в Катеринославі. У 1797 році церкву було освячено і вона стала першим кафедральним собором Катеринослава.
Цей дерев'яний храм простояв до 1852 року, поки його не знесли через ветхість, а місце, де він стояв, ще довго оберігали.
Історія кам'яної церкви на цьому місці почалася в 1839 році, проте її будівництво затяглося до 1850 року, так як кошти на будівництво збиралися по копійці. Для будівництва собору в Катеринославі запросили знаменитих архітекторів із Петербурга — Людвіга Шарлеманя, придворного архітектора імператора, і Павла Вісконті.
Сама церква була червоного кольору, декорована білим ажурним декором — вона була дуже красива, вона фактично парила над тоді ще одноповерховим Катеринославом.
Собор було видно з усіх куточків міста. Висота дзвіниці становила понад 50 м — в 3 рази вище, ніж основні будівлі Катеринослава. Будівля була побудована в офіційному стилі часів правління Миколи Першого — російсько-візантійському, який об'єднує несумісні на перший погляд архітектурні прийоми. А в 1860 дзвіницю Успенської церкви прикрасив годинник — твір відомих на всю Імперію братів-майстрів Бутеноп із Данії. Саме вони створили годинник на Спаській башті Кремля.
У 1933 р. храм закрили. У 1936 році безслідно зник і знаменитий годинник із дзвіниці, а приміщення церкви стали використовувати як сарай. У Другу світову війну храм став шпиталем, а після тут була відкрита десята міська лікарня.
У 1950-х роках була проведена великомасштабна реконструкція будівлі — знесені останні нагадування про куполи, змінений вид дзвіниці — так, щоб ніщо не нагадувало про церкву. Збереглися лише деякі архітектурні елементи, що нагадують про величний собор.
З 1999 р. при лікарні почали правити служби. У 2012 р. році міські депутати передали будівлю церкві, а в липні 2013 р. почали відновлювати історичний вигляд споруди. Первісно реконструкцію планувалося завершити у 2018 р.

#### Свято-Миколаївський храм

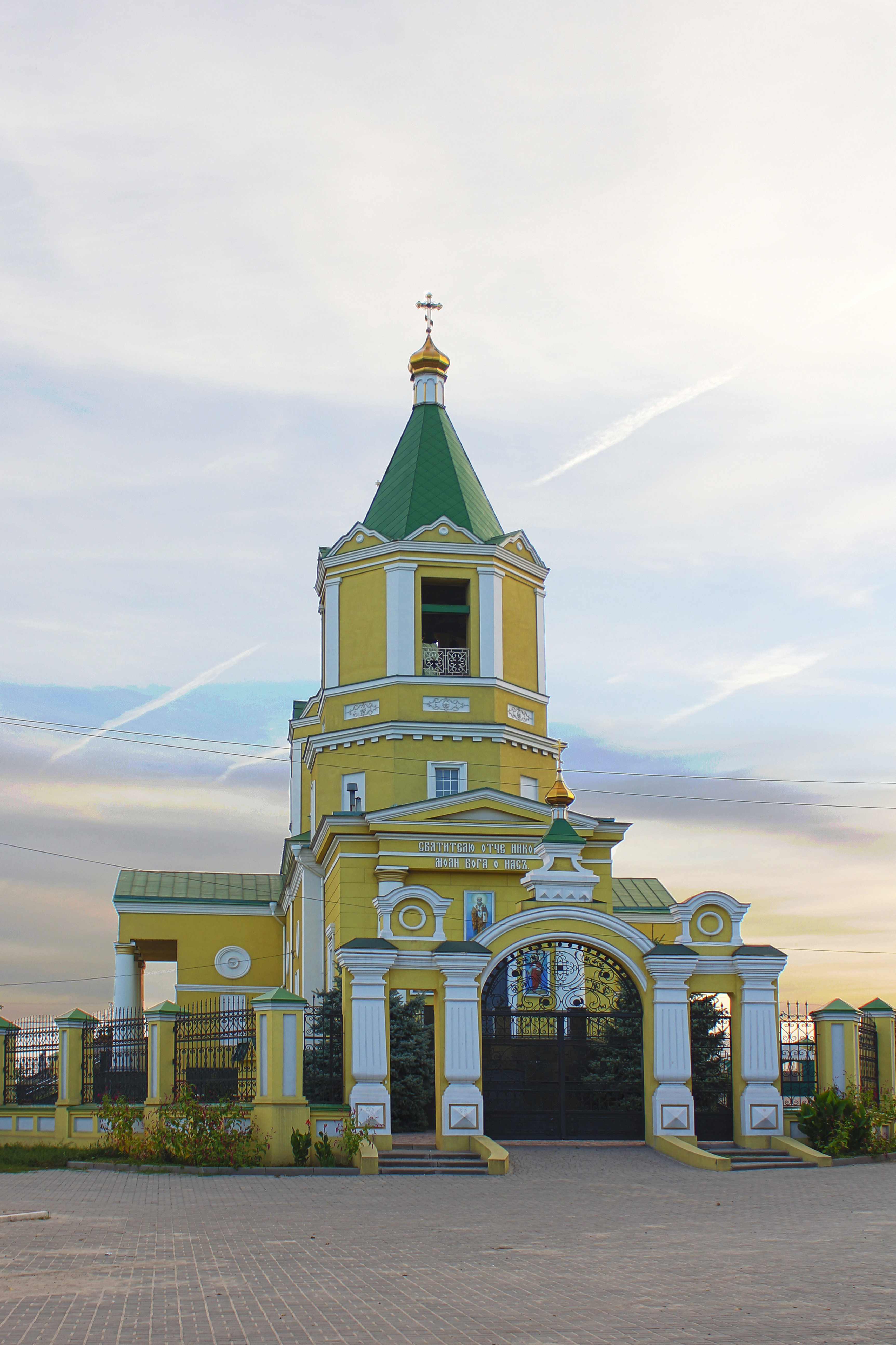
Миколаївська церква в Нових Кодаках

Відомості щодо першої (дерев'яної) церкви у Новому Кодаку відносяться до 1640 або 1650 р. Наприкінці XVIII століття у поселенні Новий Кодак значно збільшилася чисельність населення, відбулося значне пожвавлення торговельних операцій та на новий етап розвитку вийшла промисловість. У 1801 році був отриманий дозвіл та благословення на побудову нового кам'яного храму замість існуючого дерев'яного. 25 серпня 1804 року — дата видача грамоти на побудову храму. Дата завершення будівництва є спірною. За результатами деяких джерел храм був вже побудований у 1807 році, проте інші літописи свідчать, що у 1807 році була освячена територія під будівництво церкви. На території, яка була відведена під будівельні роботи, встановили хрест, а будівництво церковної споруди було завершено в 1810 році.
Для побудови церкви була використана цегла. Архітектурний стиль — класицизм. Після побудови церква була оштукатурена. Будівля має хрестовидний план побудови, її західна частина сильно витягнута з напівкруглою апсидою. Споруду доповнюють невеликі квадратні прибудови. Північний та південний фасади містять портики, які мають чотири колонки. На головному вході зроблений акцент доричним портиком із двома колонами. Двохярусна восьмигранна дзвіниця міститься над західним притвором. В інтер'єрі храму збережені розписи, що були створені у ХХстолітті.
У 1933 році храм був зачинений і використовувався як складське приміщення. Церковні хрести було демонтовано. У 1943 році богослужіння були відновлені, проте лише у 1960-х роках церква змогла відновити свій статус. На початку нового тисячоліття проведені роботи щодо реставрації храму: побудований двоповерховий будинок із приміщенням для хрещення. Проведення деяких реставраційних робіт було приурочене спеціально до 200-річчя відкриття храму, зокрема, з'явились нові куполи із золотими хрестами, загальний вигляд церкви був поновлений.

#### Свято-Покровський храм
Вважається, що храм у Таромському розпочали будувати наприкінці 1791 р., а вже 4 листопада 1794 р. його було освячено. У 1890 році храм пережив пожежу. У 1894 році була проведена реставрація і в Свято-Покровській церкві відкривається перша церковно-приходська школа. Храм почали відновлювати у 1902—1905 рр. Але в 1936 році його закривають і перебудовують під зерносховище.
Після розпаду СРСР храм стали реконструювати до 300-річного ювілею селища Таромське і завершили роботи до 2005 року. Нині на вул. Мостовій можна милуватися відреставрованим храмом із яскраво-блакитними стінами.

#### Свято-Хрестовоздвиженський храм

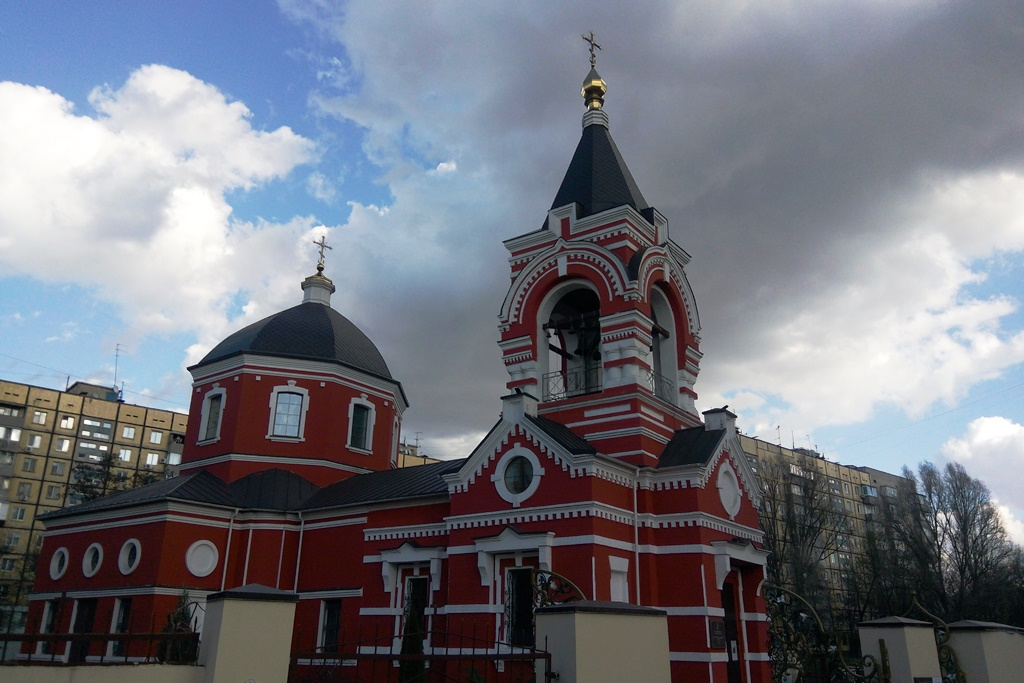
Хрестовоздвиженський храм після реставрації, 2020 рік

Свято-Хрестовоздвиженський православний храм, який знаходився колись у центрі села Діївка, а з 1970-х опинився серед житлового масиву Комунар (Покровський) — один із найстаріших у Дніпропетровській області. Його було закладено ще в 1803 році, після чого коштом родини військового старшини Максима Дієва розпочалося будівництво храму. Освячено церкву у 1812 (за іншими даними — у 1817 р.). Розписи внутрішніх інтер'єрів виконані в 70-х роках XIX століття. У 1903 р. була побудована двох'ярусна дзвіниця у псевдо руському стилі, зведена цегляна огорожа і ковані ворота. Сьогодні Хрестовоздвиженський храм вважається найдавнішим пам'ятником релігійної архітектури Дніпра.

#### Свято-Миколаївський храм (Ігрень)
У 1857 р. у селі (Стара) Ігрень було побудовано храм на честь Святого Миколая. Дзвіниця проглядалася з акваторії Дніпра і також служила маяком для судів, які проїжджали по Ігренській протоці. За легендою, під час Громадянської війни у храмі вінчався Нестор Махно. 1937 р. храм було закрито, але з приходом німецьких окупантів у 1941 р. богослужіння були відновлені. 1945 р. — вже з дозволу Радянсської влади Богослужіння в храмі повторно відновлені, а 1970 р. почалося відновлення храму, але лише 1984 р. встановлено новий іконостас. Однак лише після 1991 р. почали розписувати стіни і стелю і вся реконструкція набула масштабних розмірів.

#### Свято-Миколаївський храм (Брянська церква)

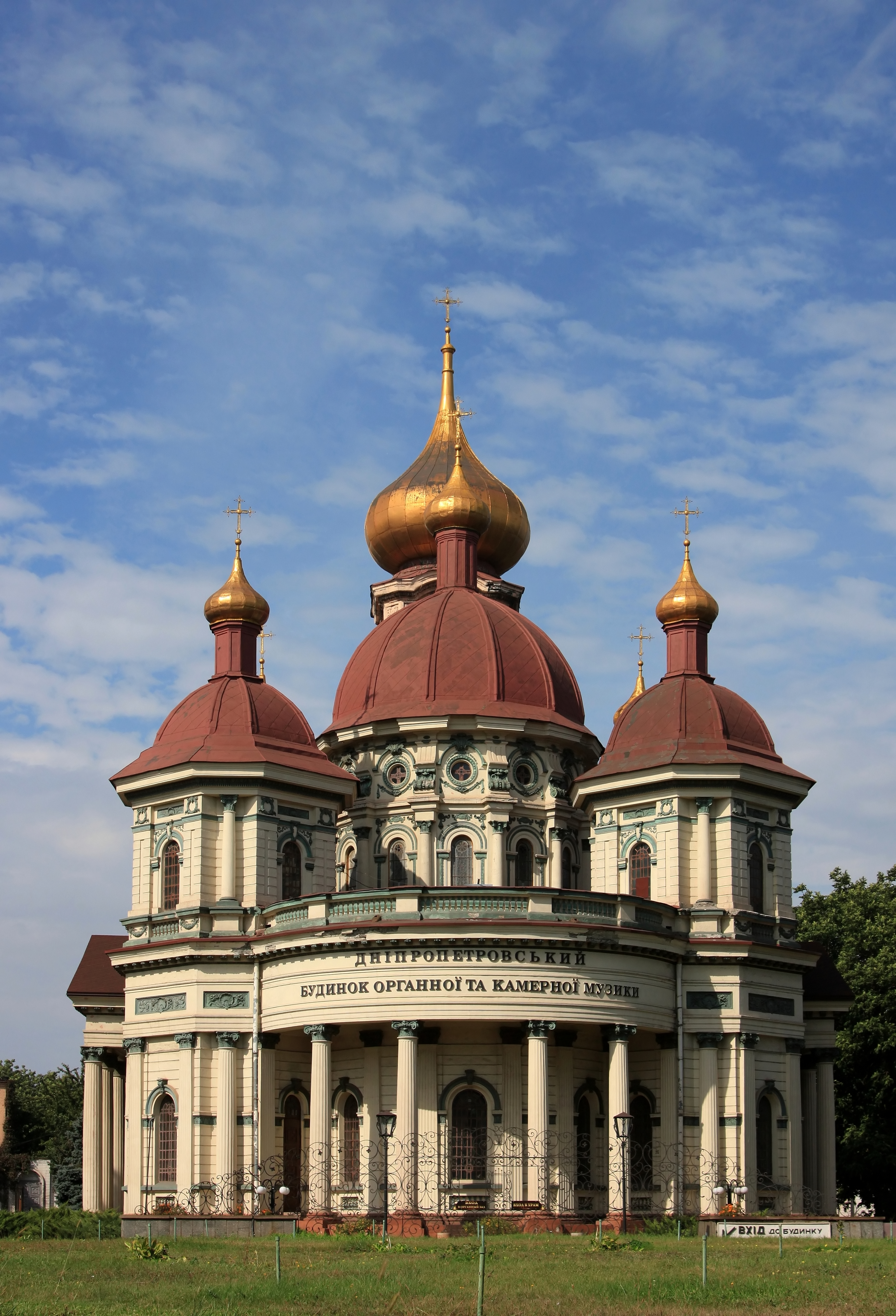
Будинок органної і камерної музики — колишня Брянська церква

Миколаївську церкву збудували в 1913—1915 роках у Брянському селищі (колонія Петровського) у зв'язку з 300-річчям Дому Романових. Для закладки її фундаменту Брянський завод (нині завод ім. Петровського) виділив 10 тис. рублів, а робочі зібрали близько 400 тис. рублів. Проектував церква архітектор Г. Туровець. Обробку інтер'єрів і великий іконостас виконав петербурзький архітектор Є. І. Костянтинович. Настінний живопис, за деякими даними, належав відомому українському художнику І. І. Їжакевичу (1864—1951). Церкву закрили 8 лютого 1929 року, а незабаром із дзвіниці храму скинули дзвони. У 1987 році будівлю Миколаївської (Брянської) церкви реставрували, і вона стала служити жителям міста як Будинок органної музики. Невеликий зал і балкон вміщують 250 осіб. Хоча на сьогодні храм повернуто церкві, він продовжує використовуватися як Будинок органної музики, а богослужіння відбуваються у його підвальному приміщенні.

#### Свято-Трьохсвятительський храм
У 1900 році зусиллями власника і робочих вагоноремонтного заводу на землі, що належала підприємству, почали будувати церкву, яку було освячено у 1902 р. на честь трьох великих святителів: Василя Великого, Григорія Богослова і Іоанна Златоуста.
Автор проекту Свято-Трьохсвятительського храму залишився історії невідомий. У плані храм мав форму правильного хреста. Вінчав храм купол і традиційний на той час надбанний хрест.
У 1937 році Свято-Трьохсвятительський храм Дніпропетровська був закритий, хрест і верхня частина купола були зруйновані, а в самій будівлі влаштували склад.
У 1941 році після окупації міста німецькими військами богослужіння були відновлені і з тих пір Свято-Трьохсвятительський храм у Дніпропетровську вже не закривався.

#### Свято-Благовіщенський храм
На місці Олександро-Невської каплиці, розташованій на Циганського площі, в 1889 році був закладений храм, освячений у день святого Олександра Невського.
Побудований храм у неоруському стилі за проектом архітектора Н. В. Султанова. Велося будівництво на приватні пожертвування. При храмі були побудовані підсобні приміщення і будівля для недільної школи з виходом на вулицю Громова.
У 1933 році Свято-Благовіщенський храм був закритий і перетворений на складське приміщення.
Під час Другої Світової війни храм був сильно пошкоджений. Парафіяни молилися в будинку, розташованому недалеко від храму. У 1944 році силами парафіян почалося відновлення храму і богослужіння в Олександро-Невському приділі.
У 1949 році архітектор С. К. Щукін виконав ескізи відновлення храму зі спробою зміни стилю.
До 1956 року не було іконостасів, замість них — заставки з фанери. У 1958 році почаївськими майстрами був побудований центральний іконостас. Відновлення внутрішнього оздоблення храму тривало до 1964 року.
У 1994 році храму повернуті всі надвірні споруди, в тому числі і хрестильне приміщення.

#### Євангелічно-лютеранська церква Святої Катерини

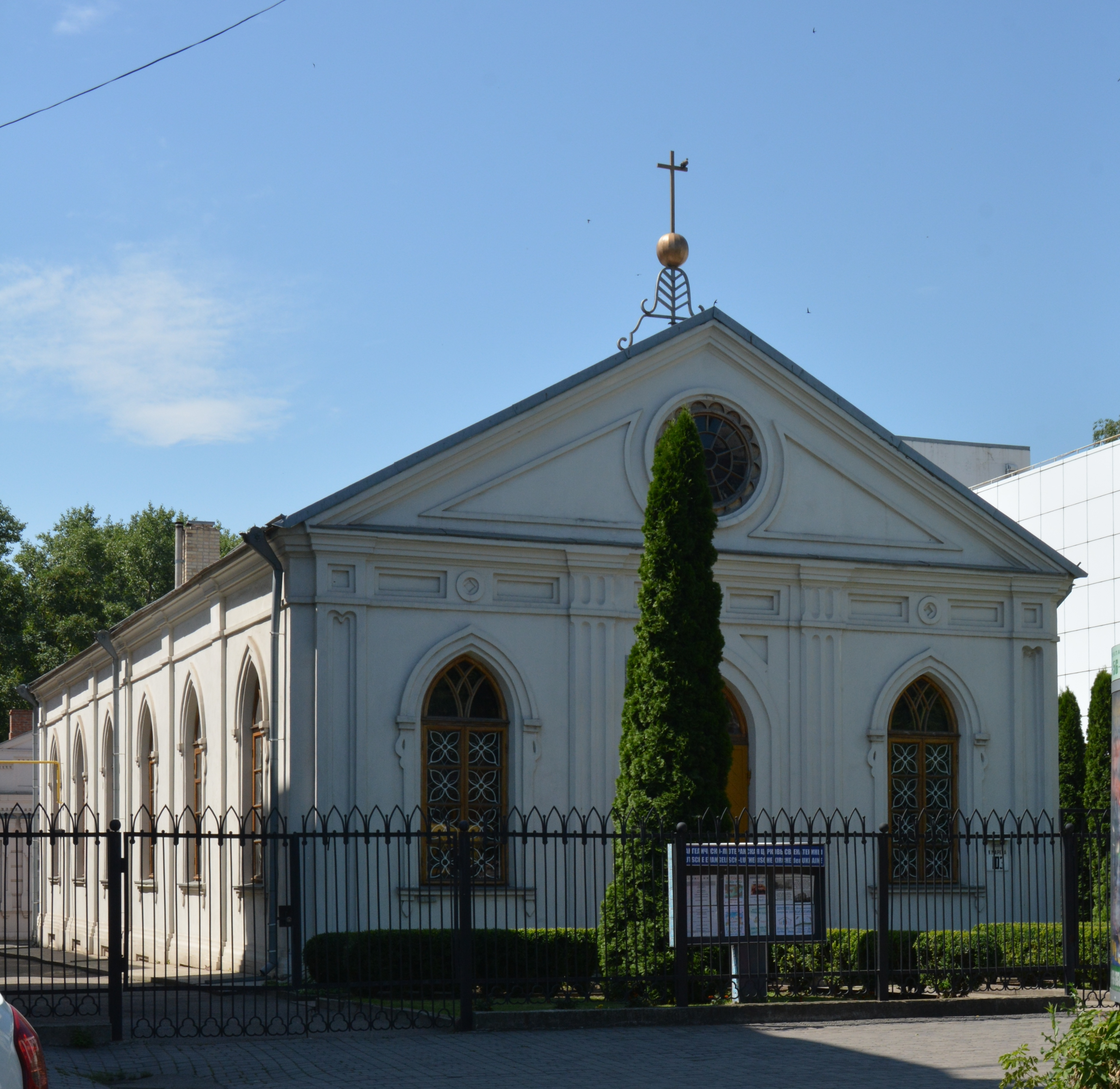
Кірха Святої Катерини

План-проект євангелічно-лютеранської церкви Святої Катерини виконав інженер-майор Вилке. Будівництво проводилося під наглядом його і Миколи Неймана, за участю церковної ради під головуванням Юлія Вебера.
Освячення храму відбулося в 1866 році. Начиння для Святого причастя пожертвувала дружина землевласника Фальц-Фейна. Інженер Голдгар за свої гроші зробив огорожу вівтаря з написом.
У роки радянської влади церква була відчужена, в будівлі були розміщені бібліотека іноземної літератури, архів, склад. Пізніше будівля була закрита через аварійний стан.
У липні 1990 року рішенням облвиконкому споруда перейшла на баланс дніпропетровського товариства «Відродження». Спільно з архітекторами Дніпропетровська і Мюнхена був розроблений план відновлення церкви. Рішенням представника Президента України по Дніпропетровській області від 31 липня 1992 року церква була передана у безоплатне користування німецькій лютеранській громаді. Реставрація проводилася під керівництвом архітектора з Мюнхена Олександра Оппермана. 10 жовтня 1993 року перша в Україні німецька євангелічно-лютеранська церква Святої Катерини була освячена.

#### Костел святого Йосипа
У 1877 році на центральному проспекті Катеринослава з'явилася нова споруда, яка стала прикрасою міста, — римо-католицький костьол. Зараз фахівці його називають унікальним для всього сходу України. Храм був розписаний фресками, частина яких збереглася до нашого часу, в тому числі і написи на стінах, зроблені польською мовою. Над проектом храму працювали О. Бродницький і П. Меркулов. Побудований у неоготичному стилі, із застосуванням елементів романського стилю, а в інтер'єрі — двох потужних стрілчастих арок. Освячення костьолу в ім'я святого Йосипа відбулося у 1878 році.
На початку XX ст. кількість римо-католиків була такою, що костьол не міг вмістити всіх парафіян. Це вимагало розширення храму, що і було зроблено. У 1905 р. відбулося урочисте освячення реконструйованого храму.
30 липня 1948 р. обласна рада передала будівлю костьолу міськвиконкому. Спочатку будівлю костьолу було передано під бібліотеку, а 12 лютого 1949 р. — міському комітету фізкультури для його подальшого переобладнання в спортивну залу. У 1984 р. споруду передали Зональному управлінню спортивних лотерей, а у 1990-х роках тут було розміщено Українське товариство спортивних лотерей «Ніка» та інформаційний центр «Україна».
Римо-католицька парафія Дніпра була зареєстрована у березні 1992 р. З перших днів реєстрації громади було підняте питання про повернення храму, парафія вела листування з цього приводу з владними структурами Дніпра, але у 1998 р. обласна рада незаконно продала костьол приватній фірмі. Надалі будівля храму перепродавалася неодноразово. Останнім власником його була каліфорнійська компанія «Dugsbery, Inc». Римо-католицький храм був предметом багаторічних судових розглядів, переговорів на різних рівнях, справою його повернення опікувався Папа Іван Павло II в 2001 р. під час свого візиту в Україну.
Улітку 2007 р. фірма, намагаючись перебудувати храм для використання за іншим призначенням, частково зруйнувала його дах і склепіння, після чого дощі нищили стіни будівлі. Цей акт зустрів активний протест римо-католиків. Майже місяць (липень 2007 р.) біля храму відбувались цілодобові молебни, надалі Богослужіння проводились перед храмом щосереди і щонеділі, а з 25 січня 2009 р. всі Меси проводились на вулиці біля будівлі костьолу. Католики також висловлювали свої вимоги біля міськради та облради, пікетували офіс корпорації «Dugsbery, Inc». У серпні 2009 р. — рішенням суду власником культової споруди визнана парафія св. Йосипа. Рішення суду на користь римо-католицької парафії дозволило розпочати у 2011 р. відбудову храму.
Зараз продовжуються ремонтні роботи всередині храму, але незважаючи на це, тут щодня відбуваються Богослужіння.

#### Хоральна синагога
На місці сучасної кам'яної синагоги спочатку був єдиний дерев'яний молитовний будинок, побудований близько 1800 року і згорілий в 1833 р. Після пожежі місце залишилося порожнім до 1837 р., коли розпочалося будівництво кам'яного будинку. Ініціатором і основним жертводавцем коштів виступив місцевий багатій Л. М. Кранцфельд. Однак грошей було недостатньо і, після зведення фундаменту і частини першого поверху, будівництво зупинилося.

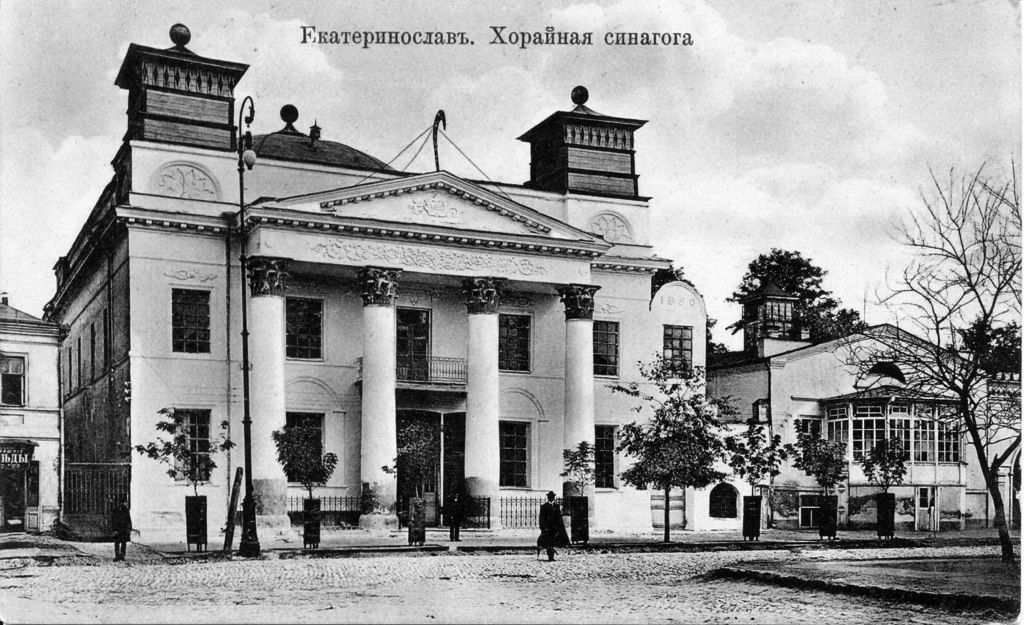
Катеринослав. Хоральна синагога на початку XX ст.

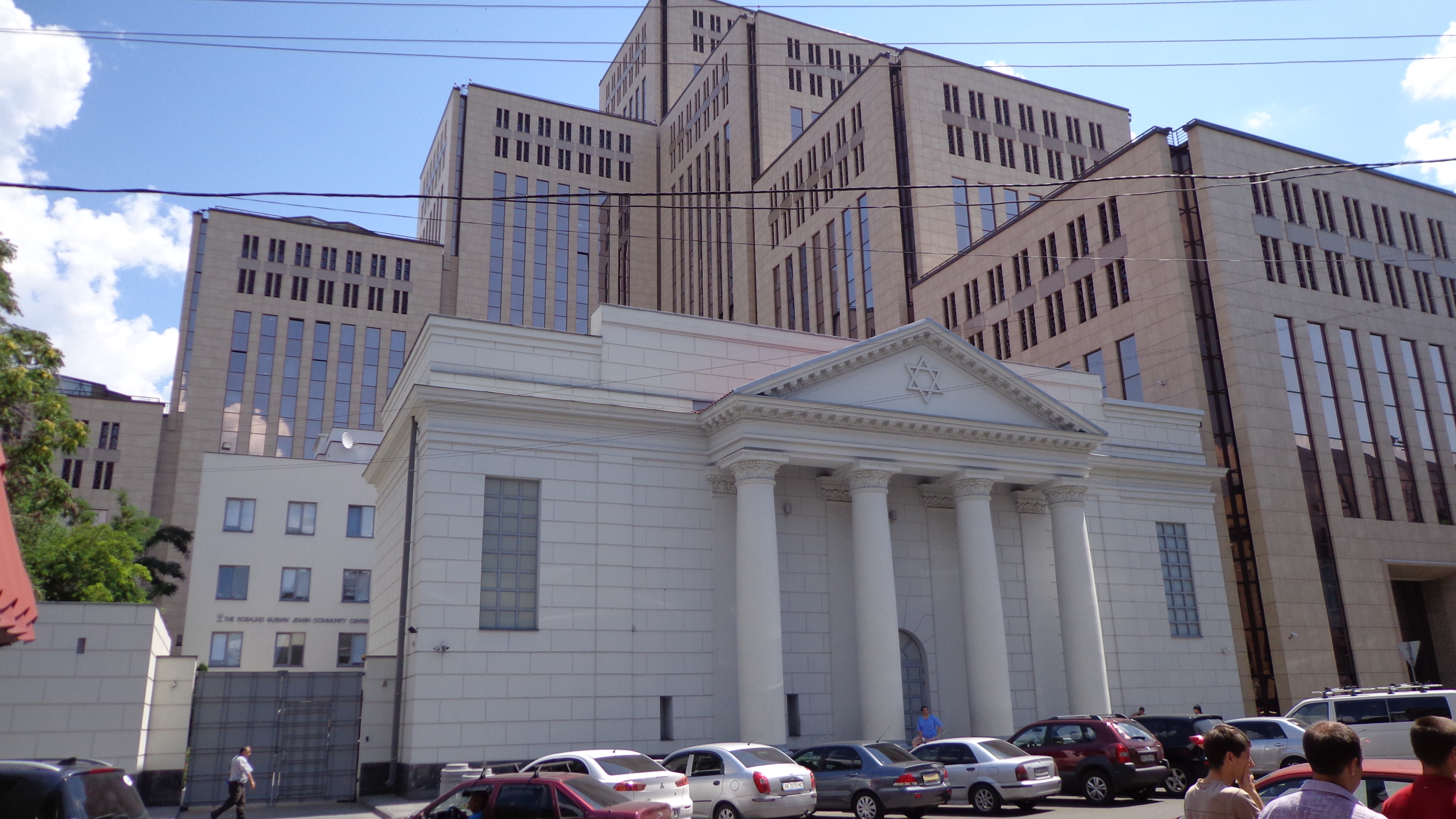
Хоральна синагога і центр «Менора»

До споруди головної синагоги, яка зводилася, вже в 1841—1843 рр. було прибудовано окремий кам'яний двоповерховий молитовний будинок. До 1845 р. (за іншими даними — 1852 р.) споруда головної будівлі все ж була закінчена; серед усього іншого, з'явився дерев'яний купол. Кілька років після цього тривали оздоблювальні роботи.
У 1860-х рр. вдосконалений інтер'єр будівлі: розписаний купол, влаштовані чавунні сходи в верхнє жіноче відділення, «для дам влаштовані дві бічні галереї».
Великий будинок синагоги мав прямокутну форму і був побудований у класичному стилі з мавританськими елементами. Його фасад прикрашали чотириколонний портик коринфського ордера і дві декоративних вежі. Над центром височів масивний купол.
22 березня 1929 року Хоральна синагога була відібрана у єврейської громади і передана союзу швейників для організації робочого клубу. Кілька десятиліть тут працював будинок культури, а в 1980—1990-х роках будівлю взагалі було пристосоване під склад швейної фабрики ім. Володарського (нині — фірма «Мрія»).
Будинок синагоги — архітектурна пам'ятка середини XIX століття — зазнав значних змін — руйнування і перебудови: на його фасаді під портиком зник балкон, сам портик змінив пропорції, значно збільшився фронтон. На самому фронтоні з'явився значних розмірів серп і молот. Деякі вікна заклали цеглою, розібрали купол і дві бічні вежі, до бічних фасадів прибудували значні за розмірами приміщення. Повністю змінив свій вигляд інтер'єр молитовного залу синагоги.
Якщо станом на 1920 р. в Катеринославі було 42 синагоги, то на 1 жовтня 1932 р. закритими значилися 36, а залишалися «в наявності» 7.
З 1987 року єврейська громада Дніпропетровська почала боротьбу за повернення Хоральної синагоги, яка увінчалася успіхом в 1996 р. Будівля синагоги вимагало значного капітального ремонту і реконструкції, яка в цілому тривала чотири роки.
20 вересня 2000 року відбулося урочисте відкриття відреставрованої хоральної синагоги. Вона отримала назву «Золота Роза»
Сьогодні «Золота Роза» — цілий культурний комплекс, де розташовані громадський центр, музейно-історичний комплекс, бібліотека, благодійні заклади та інші установи. Будівлю синагоги відреставровано у вигляді, наближеному до первісного, відображеним на фотографіях початку XX ст. Однак детальної інформації про внутрішній вигляді споруди не залишилося. З огляду на це, на практиці реалізували оригінальну концепцію внутрішнього рішення синагоги, яку запропонував дніпропетровський архітектор А. Т. Дольник. Головний зал синагоги розрахований на 450 осіб. Фоє прикрашають тепер роботи відомого ізраїльського майстра Френка Мейслера. За деякими даними, будівля синагоги — найбільша з подібних у Східній Європі.
У грудні 2008 — жовтні 2012 рр. тривало будівництво унікального багатофункціонального єврейського центру «Менора», який примикає до синагоги. Комплекс має площу 50 000 м² і є найбільшим у світі єврейським центром. Спонсорами будівництва з первісною вартістю 70 млн $ виступили олігархи дніпропетровського походження Ігор Коломойський і Геннадій Боголюбов (група «Приват»). Розробником концепції «Менори» і керівником будівництва був Г. Аксельрод, Автор проекту — О. Сорін. Генеральний проектувальник — ТОВ НВП «Студія 7». Генпідрядник — ТОВ «Рубікон Трейдинг».
Центр Менора являє собою величну будівлю з семи веж: дві 7-поверхові башти, дві 12-поверхових, слідом за ними дві — 17-поверхові, а завершує композицію 22-поверхова вежа, висота якої досягає 77 метрів. Весь комплекс символізує образ храмового семисвічника — символу держави Ізраїль.
Головний архітектор О. Сорін об'єднав комплекс у єдину синагогу «Золота роза», в центрі споруди якої розташований один із найбільших у світі відомий з радянських часів меморіальний музей «Пам'яті єврейського народу і Голокосту в Україні» загальною площею 4000 кв. м.
Стіни цього величезного єврейського комплексу облицьовані спеціально виготовленим єрусалимським каменем, який не має більше аналогів. На перших двох поверхах Центру «Менора» розташувалася Галерея, що з'єднує всі сім веж будівлі. Вона виконана в стилі старовинного Катеринослава — стінні прольоти зроблені у вигляді 12 фасадів знаменитих дніпровських єврейських будівель: школи, житлових будинків, маци-пекарень, молитовних будинків.
Центр Менора має розвинену інфраструктуру, що складається з 4-зіркового готелю Menorah Hotel, ресторану Menorah Grand Palace, унікального комплексу для конференцій, концертного залу «Синай» на 320 місць, конференц-зали Menorah Business Hall на 1250 місць, хостела на 120 місць і музею. У центрі також знаходиться найбільший у всій Україні бенкетний зал на 1700 місць.

### Храми, споруджені після розпаду СРСР
За часи радянської влади і Другої світової війни багато храмів у місті було зруйновано або перебудовано під інші цілі; вісім із них на теперішній час не відновлено. З крахом СРСР розпочався процес відродження православної культури, відродження церкви, відновлення старих храмів і побудови нових, який триває і донині.

#### Свято-Покровський храм
Свято-Покровський козацький храм на березі Самари був споруджений ще в XVI столітті, але початковим місцем його розташування був правий берег річки — містечко Стара Самарь (територія нинішнього житлового масиву Північний) — є всі підстави вважати, що в 1576 році вона вже існувала. У той час польський король Стефан Баторій дарував запорізьким козакам землі на березі Самари, і головним центром цього поселення запорожців стала Стара Самарь, а першим храмом — дерев'яна однокупольная Покровська церква з окремою дзвіницею.
Наприкінці XVIII століття над Свято-Покровською церквою нависла загроза знищення. Запорозька Січ припинила своє існування. На той час храм вже прийшов у жалюгідний стан: через ветхість він перебував на межі обвалення, дах протікав, стіни і підлоги згнили, і навіть здійснювати богослужіння в ньому було небезпечно.
У 1795 році вийшло розпорядження катеринославського митрополита Гавриїла: старий будинок Свято-Покровської церкви розібрати і як дрова для просфорні надати Самарському монастирю, але в справу втрутився одинківскій поміщик Василь Опанасович Куліченко.
Слобода Одинківка на протилежному від Старої Самарі березі була заснована в 1776 році, в 1782 році число жителів слободи вже перевищувало 150 чоловік, а до кінця століття наблизилося до 350.
Новий власник Одинковки секунд-майор Куліченко був стурбований рішенням про скасування приходу, до якого належало і його село і попросив у митрополита дозволу перенести старий храм з правого берега на лівий — в Одинківку. У 1797 році дозвіл було отримано, а 18 квітня 1798 року було поставлений хрест на місці майбутнього будівництва. Існують відомості, що перевіз розібраного храму через річку здійснювався по льоду — в зимовий час. Найбільшу цінність з перевезеного представляли іконостас, ікони і 4 невеликих дзвони. Вже 2 червня 1799 року відбулося урочисте освячення храму.
На початку XX століття населення Одинківки наблизилася до двох тисяч чоловік. За місцевою легендою, храм пережив ще одну перебудову — за зразком Свято-Троїцького собору міста Новомосковська. За розповідями старожилів, на престольне свято до церкви щорічно з'їжджалися нащадки козацьких родів і утворювали величезний хор, який співав за Божественною Літургією.
У 1934 році радянська влада закрила храм. Спочатку планували влаштувати в ньому склад, а потім вирішили знищити.
До 1990-х років місце, де колись стояв храм, було порожнє. У 1992 році група віруючих людей із числа місцевих жителів ініціювала відродження приходу: була зареєстрована церковна громада, закріплена земля для будівництва і встановлено хрест, перед яким по неділях члени громади читали акафіст Покрову Пресвятої Богородиці.
У 1995 році закладено фундамент під комплекс допоміжних приміщень.
21 червня 1998 року, в день престольного свята майбутнього храму, відбулася закладка фундаменту церкви всіх Руських святих.
Улітку 2005 року на території приходу було зведено триповерховий навчальний корпус Православного Духовно-Освітнього Центру в ім'я святого апостола Андрія Первозванного.
У жовтні 2005 року почалося будівництво двоповерхового дев'ятикупольного річного храму — на честь Покрова і святителя Алексія.
14 жовтня 2009 року в Свято-Покровському храмі відбулася перша Божественна Літургія.

#### Храмовий комплекс «Іверської» ікони Божої Матері

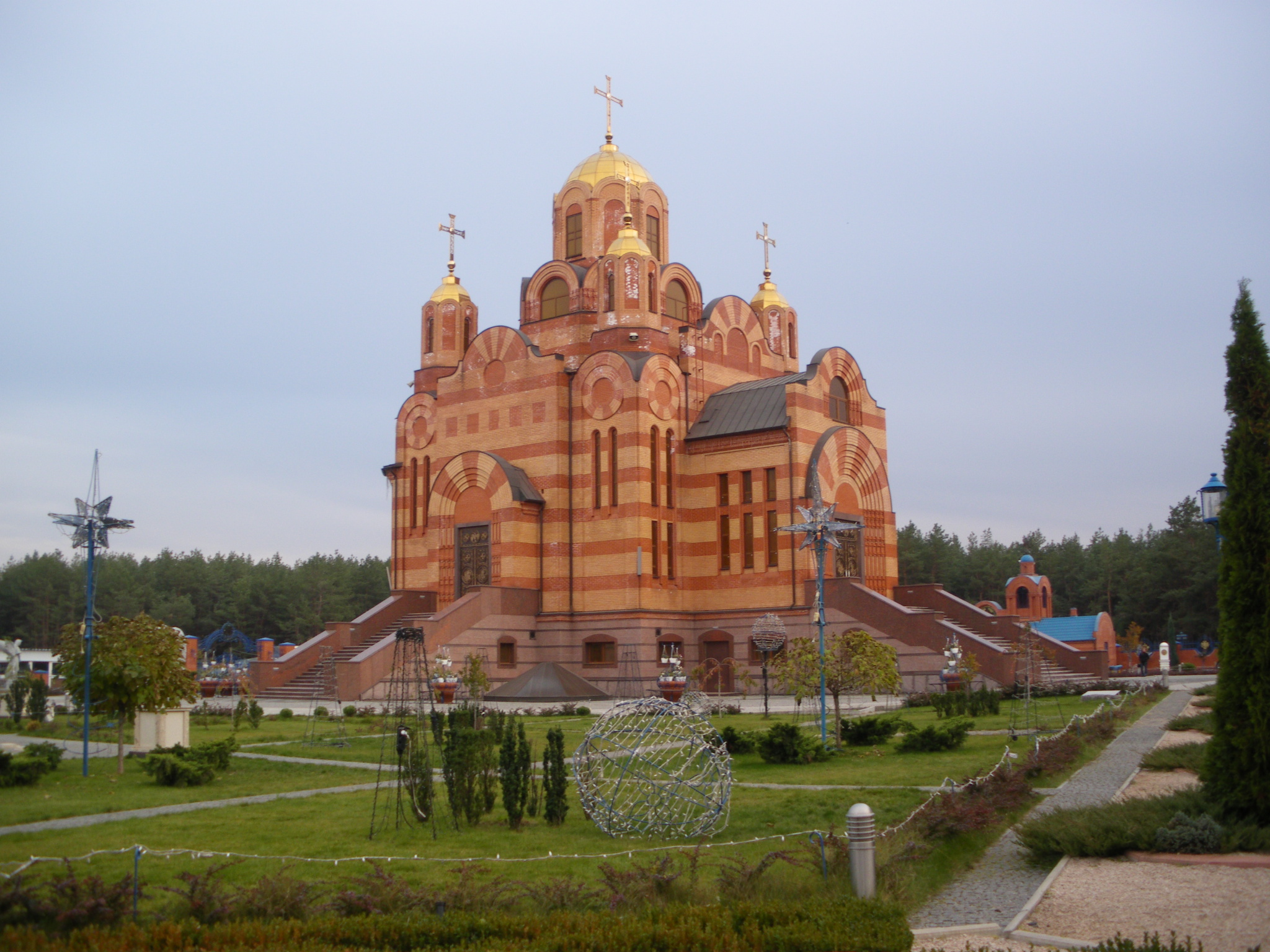
Храм на честь Іверської ікони Божої Матері (Дніпро)

Яскравим прикладом новітньої храмової архітектури Дніпра є храм на честь ікони Божої Матері «Іверська». У 1998 році у сосновому лісі, біля залишків старовинного козацького міста Самарь, розпочато будівництво першого храму — «Північна Брама», який був зведений за 8 місяців. Одночасно з будівництвом малого храму розпочато зведення і головного храму на честь ікони Божої Матері «Іверська», що складається з двох храмів: верхнього — літнього висотою 29 м і нижнього — зимового.
Храм і весь ансамбль спроектований у візантійському стилі і є братнім молитовним представництвом скиту святої праведної Анни на святій горі Афон. Архітектор храму — Ігор Саєнко, конструктори: Анатолій Сігаєв, Тетяна Новікова. Храмовий комплекс споруджено з червоної цегли, з мармуровим вівтарем і білим мармуровим престолом. Також на території комплексу споруджені:
- Купіль для хрещення
- Фонтан Віри, Надії, Любові з чотирма каплицями
- Храм на честь святих і праведних Богоотець Іоакима і Анни

У основі головного храму на честь ікони Божої Матері «Іверська» знаходиться храм на честь святих і праведних Богоотець Іоакима і Анни. Іконостас виконаний із напівдорогоцінного каменю — онікса, різьблена в'язь і ліплення покриті сусальним золотом, а стіни і підлоги храму виготовлені з кращого італійського каменю.
- Парк Ангелів
- Лорі-парк і Ноїв Ковчег

Парк відкрився в день Святої Трійці — 7 червня 2009 року. Ноїв Ковчег, створений зусиллями священнослужителів храму, — це величезний зоопарк із великою колекцією екзотичних птахів і дивовижних тварин з усього світу.

#### Храм на честь Собору Св. Іоанна Хрестителя
Справжньою прикрасою Набережної Дніпра у центрі міста став храм Іоанна Хрестителя, споруджений у 2007—2013 рр. за проектом архітектора Олександра Плосконіса. Всередині приміщення може розміститися понад 300 осіб, а на площі біля храму — до трьох тисяч. Храм побудований у формі грецького хреста, увінчаний скульптурою Іоанна Хрестителя, автором якої є одеський скульптор Микола Худолій. Скульптура висотою 4,6 м і вагою 4 тонни виготовлена на виробничому об'єднанні «Південний машинобудівний завод імені О. М. Макарова». Це найбільша статуя Іоанна Хрестителя на території всього СНД. Скульптура розташована обличчям на схід — у бік Монастирського острова. Разом із хрестом і п'єдесталом висота скульптури Іоанна Хрестителя становить 7,5 метра. Розмах плаща — 3 метри. Скульптура зроблена з бронзи, всередині порожня, хрест — з нержавіючої сталі. Висота храмового будівлі досягає 30 м, його площа з прилеглою територією — 180 м². На дзвіниці храмі встановлено унікальну дзвіницю з комп'ютерним управлінням.
У цокольній частині будівлі знаходиться нижній храм на честь пророка Захарія і праведної Єлизавети. До нижньої частини храму примикає пантон, обладнаний купіллю, де жителі міста можуть занурюватися в води Дніпра на свято Водохреща.

#### Кафедральний собор святих Петра і Павла
Прикладом створення храму на основі раніше непристосованої для цього споруди є дніпровський Кафедральний собор святих Петра і Павла УПЦ КП на пр. Свободи, розташований у будівлі колишнього кінотеатру 1910 р. побудови.
У середині 1990-х колишній кінотеатр, який на той час перебував у занедбаному стані, було передано в оренду УПЦ КП і 12 липня 1998 р. у новоствореному храмі відбулося перше Богослужіння. 5 грудня 2012 р. рішенням Дніпропетровської міської ради кафедральний собор святих Петра і Павла передано у власність Дніпропетровської єпархії УПЦ КП.
Кафедральний собор Петра і Павла — один із найбільших і найкрасивіших у єпархії. Відновлювали його як коштом Владики Адріана і прихожан, так і на кошти української діаспори. На території собору побудовані двоповерхова недільна школа, духовне церковно-хорове училище, актовий зал і трапезна, бібліотека, гуртожиток.
Аналогічна історія і у іншого храму УПЦ КП — Свято-Духівського на пр. Металургів, створеного на основі напівзруйнованої після пожежі будівлі колишнього клубу. Освячення новоствореного храму відбулося 15 червня 1994 року, у день Святого Духа. Розбудова храму продовжується і донині, зокрема, дзвіниця ще знаходиться у стадії зведення.

#### Вірменська Апостольська церква
17 березня 2018 р. в урочистій обстановці, за участі мера Дніпра Бориса Філатова Католикос усіх вірмен першоієрарх Вірменської апостольської церкви Гарегін II освятив вірменську церкву у м. Дніпро на вул. Леваневського — найбільшу у Східній Європі. Собор будувався з 2003 р., облицювальні матеріали з унікального рожевого туфу було доставлено з Вірменії.

## Мости Дніпра
У м. Дніпрі зведено п'ять мостів через річку Дніпро; один, пішохідний — на Монастирський острів і два — через ліву притоку Дніпра, Самару.
- Амурський, або «Старий» міст, або Міст № 1 — залізнично-автомобільний
- Мерефо-Херсонський залізничний міст
- Міст № 2, або «Новий» автомобільний міст
- Кайдацький автомобільний міст
- Південний автомобільний міст

Через Самару:
- Самарський автомобільно-залізничний міст
- Усть-Самарський автомобільний міст

## Дороги міста
Центральним проспектом міста є п'ятикілометровий проспект ім. Дмитра Яворницького.
Найдовшою магістраллю Дніпра є дніпровська Набережна — 20,5 км, яка складається з трьох частин: Набережної Заводської, Січеславської Набережної і Набережної Перемоги.
Найдовша вулиця — Передова на Березанівці — близько 11 км, нумерація будинків на парній стороні закінчується № 816, на непарній — № 799.
Найдовший проспект — ім. Богдана Хмельницького — 10 км. Останній номер будівлі — 229 (ДНВЦ).
Найкоротший проспект — ім. Пилипа Орлика  — 1,2 км.
Найменша вулиця — Різнична в середмісті: вулиці як такої тут взагалі немає, є лише один багатоквартирний будинок під № 9.

### Проспекти
Проспект Дмитра Яворницького — центральна і найстаріша вулиця Дніпра з бульваром, яка починається пам'ятником Слави і закінчується Центральним залізничним вокзалом Дніпра.
колишні назви проспекту Дмитра Яворницького — Катерининський проспект та проспект Карла Маркса (до 2016).
Уздовж проспекту Дмитра Яворницького розташовано багато будівель дореволюційної забудови, зокрема, будівля Катеринославської суконної фабрики. На деяких ділянках проспекту залишилась бруківка царської доби.

### Площі
Площа Героїв Майдану — центральна площа Дніпра. Головним символом площі був пам'ятник В. І. Леніну. Він був встановлений у 1972 році. 22 лютого 2014 року о першій ночі після семигодинних зусиль цей пам'ятник знесено активістами. Площу Леніна перейменовано на площу Героїв Майдану на честь загиблих під час боротьби за вільну Україну. За поваленим пам'ятником розташований ансамбль будов, виконаних у стилі радянського конструктивізму. На площі знаходиться Центральний універмаг. Також поруч знаходився магазин «Дитячий світ», однак його знесли й відбувається будівництво нового ТЦ «Пасаж». З обох боків площу увінчує паркан недобудованої станції метро «Центральна». На самій площі зараз знаходиться стоянка для автомобілів. У майбутньому можливе відкриття станції та перебудова площі.
Європейська площа — пішохідна частина вулиці Європейської. До 2004 року на цьому місці знаходився ринок «Центральний». Після зносу ринку відбулась повна реконструкція. Нещодавно було відкрито новий торговельний центр «Європа». Хоча центральною площею вважається площа Героїв Майдану, однак більшість містян все ж віддають перевагу Європейській.
Вокзальна площа розташована перед Центральним залізничним вокзалом Дніпра. Площа є дуже перевантаженою від транспорту і є одним із найбільших транспортних вузлів міста.

### Бульвари

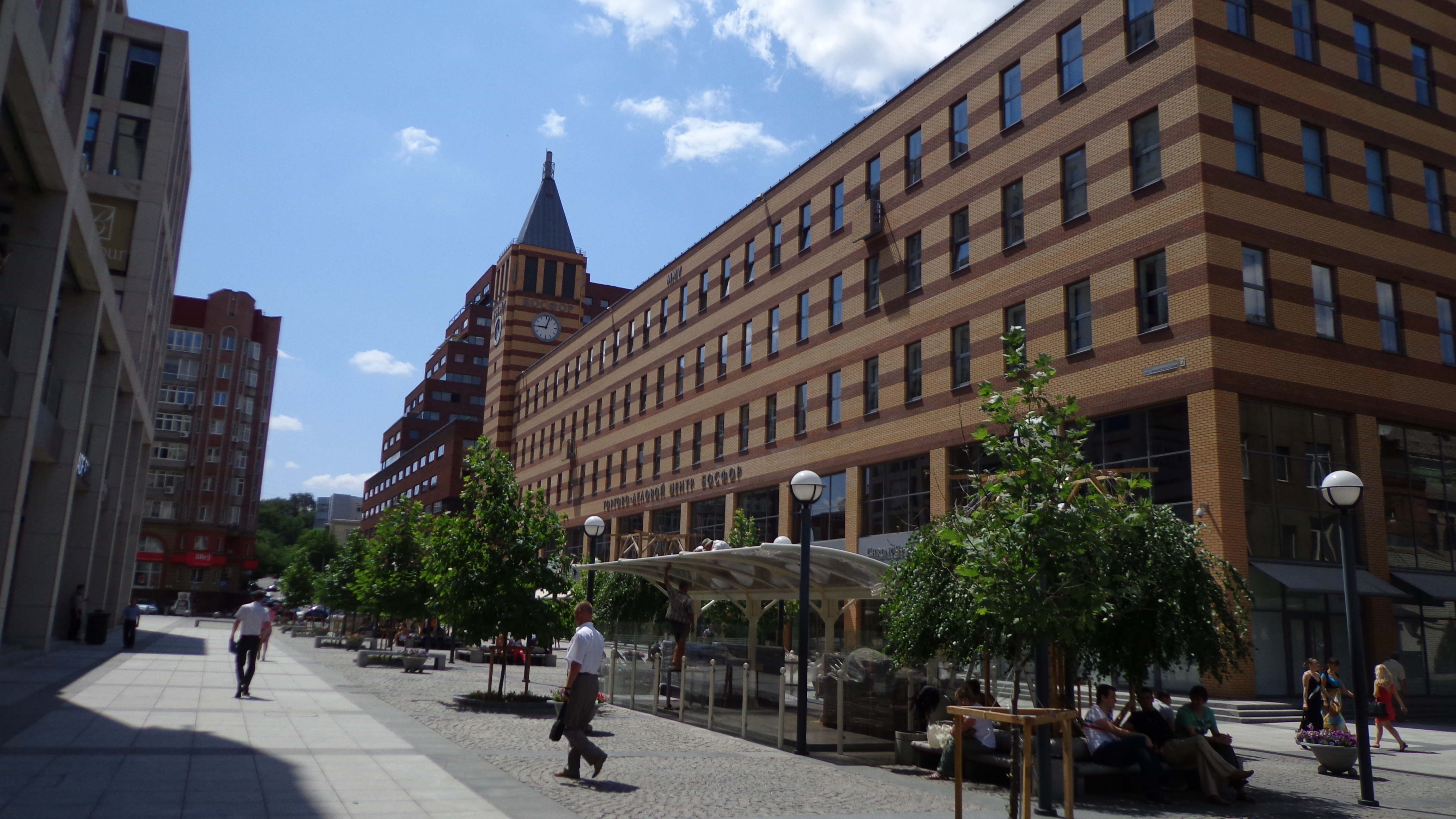
Кельнський бульвар

Театральний бульвар знаходиться у центрі Дніпра. На бульварі розташовано Театр імені Т. Г. Шевченка та Дніпровська філармонія. У 2010 році бульвар було реконструйовано. Була зменшена площа книжкового ринку, що там знаходиться. Також на бульварі знаходяться кав'ярні, ресторани, книжкові магазини. У майбутньому бульвар буде повністю перебудований. З'являться нові будівлі, а сам бульвар буде продовжений до Театру опери та балету.
Кельнський бульвар (з 2004 по 2023 рік - Катеринославський) було відкрито у 2004 році. Це частина вулиці Виконкомівської, яку зробили пішохідною. На бульварі розташовані торговельні центри, кафе, ресторани. Тут також знаходяться вже звичні для міста фонтани, що б'ють з-під землі.
Кілька років тому на бульварі з'явився пам'ятник невідомому Дніпровському олігарху, що сидить на лавці. Його спочатку хотіли демонтувати, однак потім передумали. Зараз навіть влаштовують конкурс жіночих фотографій із пам'ятником «Міс-пам'ятник».